# Sông Stanislaus
```
Sông Stanislaus
 là một nhánh của sông 
San Joaquin
 nằm ở trung tâm bắc 
California
, 
Hoa Kỳ
. Các dòng hạ lưu chính của sông dài 
96 dặm (154
 
km)
, thượng nguồn cách xa sông được ước tính khoảng 
150 dặm (240
 
km)
. Bắt nguồn từ ba nhánh sông trên vùng cao 
Sierra Nevada
, sông Stanislaus thường chảy về phía tây nam qua vùng nông nghiệp Thung lũng San Joaquin tiếp giáp với San Joaquin ở phía nam 
Manteca
, thoát nước qua các phần của năm quận ở California. Sông Stanislaus nổi tiếng với những thác ghềnh chảy xiết và những hẻm núi tuyệt đẹp ở vùng thượng lưu sông, được sử dụng nhiều để 
tưới tiêu
, 
thủy điện
 và cung cấp nước sinh hoạt.
```

Ban đầu là nơi sinh sống của nhóm người Mỹ bản địa Miwok, sông Stanislaus được khám phá vào đầu những năm 1800 bởi người Tây Ban Nha, những người đã bắt buộc người bản địa làm việc trong các hệ thống truyền giáo thuộc địa và tổng thống. Con sông được đặt tên theo Estanislao, người đã lãnh đạo cuộc nổi dậy ở California do người México chỉ huy vào năm 1828, nhưng cuối cùng đã bị đánh bại trên sông Stanislaus (sau đó được gọi là Río de los Laquisimes). Trong cơn sốt vàng California, sông Stanislaus là điểm đến của hàng chục nghìn người tìm vàng; nhiều người trong số họ đến được California qua đèo Sonora, nằm ở đầu nguồn của Middle Fork. Nhiều thợ mỏ và gia đình của họ cuối cùng đã định cư dọc theo hạ lưu sông Stanislaus. Các trang trại và trại chăn nuôi mà họ xây dựng hiện là một phần của khu vực nông nghiệp giàu có nhất ở Hoa Kỳ.
Các công ty khai thác ban đầu được thành lập để dẫn nước sông Stanislaus trực tiếp đến các mỏ vàng thông qua các hệ thống kênh và ống thoát nước phức tạp đến trước các huyện thủy lợi do nông dân thành lập, họ là những người tìm kiếm mức độ kiểm soát sông lớn hơn. Bắt đầu từ đầu những năm 1900, nhiều đập nước được xây dựng nhằm trữ và chuyển nước; những hệ thống này thường được ghép nối với các hệ thống thủy điện, doanh thu của chúng chiếm phần lớn của các dự án nước. Đến những năm 1970, việc xây dựng Đập New Melones của liên bang đã kích động sự phản đối lớn từ các nhóm sinh thái và môi trường (được ghi lại trên Cơ quan lưu trữ sông Stanislaus), những người phản đối việc mất một trong những đoạn sông chảy tự do cuối cùng của sông Stanislaus. Mặc dù đến cuối, đập New Melones đã được xây dựng, việc hoàn thành con đập này đã đánh dấu sự kết thúc của việc xây dựng đập quy mô lớn ở Hoa Kỳ.
Quyền nước dọc theo sông Stanislaus là một chủ đề gây nhiều tranh cãi, các quyền cấp cao của nông dân gây nên mâu thuẫn với luật liên bang và tiểu bang trong việc bảo vệ cá hồi và cá hồi vân đang có nguy cơ tuyệt chủng. Các quận thủy lợi ở Stanislaus cho rằng việc dẫn nước cho cá gây nhiều thiệt hại đến nền kinh tế địa phương, đặc biệt là trong những năm hạn hán. Các nhà quản lý nước đã phải vật lộn để tìm ra sự cân bằng giữa các nhu cầu cạnh tranh, bao gồm tái tạo nước ngầm, kiểm soát lũ lụt và các hoạt động giải trí trên sông như câu cá và chèo ghềnh vượt thác.

## Dòng chảy
Đầu nguồn sông Stanislaus bao gồm ba ngã ba sông ở vùng cao Sierra Nevada, thuộc các phần của quận Alpine, quận Calaveras và quận Tuolumne. Middle Fork 46 dặm (74 km)  là nhánh sông lớn nhất và đôi khi nó được xem là một phần của dòng hạ lưu chính. Dòng chảy của sông Nó bắt đầu tại khu vực hoang dã di cư của Rừng Quốc gia Stanislaus, cách Đèo Sonora khoảng 5 dặm (8,0 km) về phía tây 9.624 foot (2.933 m).  Nó chảy theo hướng tây bắc rồi đến hướng tây, tiếp nhận Clark Fork bên dưới Dardanelle, trước khi tiếp nhận hồ Donnell và hồ Beardsley, cả hai hồ này đều được hình thành bởi các đập thủy điện. Bên dưới đập Beardsley, dòng sông tiếp tục chảy về phía tây đến nơi hợp lưu với North Fork tại Camp Nine, đây là một khu vực bơi lội và câu cá nổi tiếng gần Hathaway Pines.  North Fork dài 31 dặm (50 km)  tăng lên trong khu vực hoang dã Carson-Iceberg và chảy theo hướng tây nam nói chung đến hợp lưu của nó với Middle Fork, đi qua một số đập thủy điện nhỏ. Trong hầu hết chiều dài của chúng, cả hai ngã ba đều chảy trong các hẻm núi sâu qua địa hình hiểm trở, có nhiều rừng rậm. Tổng chiều dài của sông Stanislaus, đo từ miệng sông đến đầu của Kennedy Creek trong khu vực hoang dã di cư, là khoảng 150 dặm (240 km).  

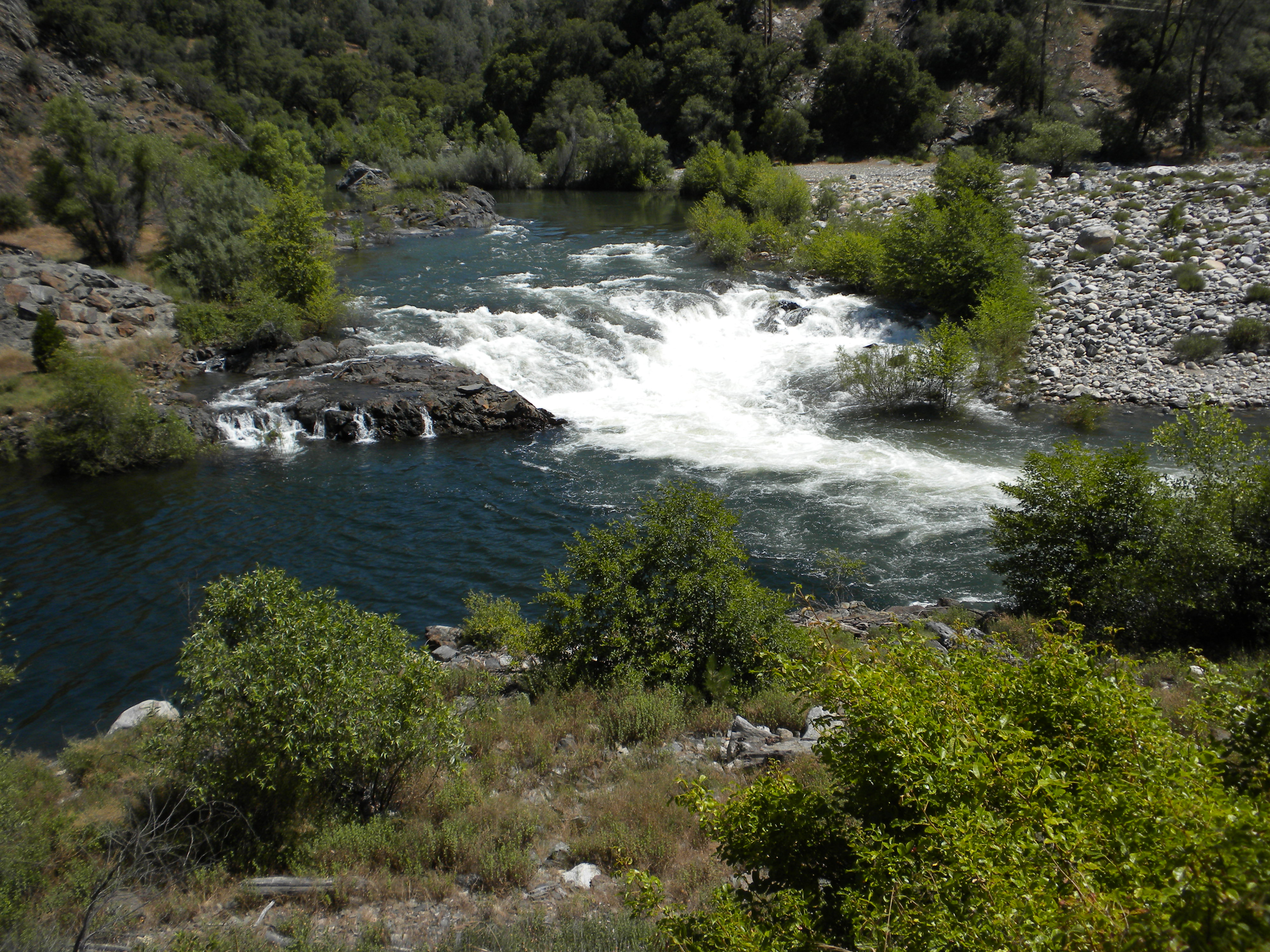
Sông Stanislaus tại Camp Nine, gần North và Middle Forks

Sự hợp lưu giữa Middle và North Fork  đánh dấu sự khởi đầu của sông Stanislaus. Nó chảy về phía tây nam qua một hẻm núi đến Hồ chứa New Melones Lake rộng 12.500 mẫu Anh (5.100 ha) ở chân đồi Sierra Nevada, tạo thành ranh giới giữa Quận Calaveras (phía Tây) và Quận Tuolumne (phía Đông). Tại hồ chứa, dòng hợp lưu này có sự tham gia của South Fork nhỏ, xuống 42 dặm (68 km)  từ Sierra Nevada về phía đông. Phần lớn Quốc lộ 108 (Xa lộ Sonora Pass) chạy song song với South Fork, cũng như phần trên của Middle Fork, liên kết với một số cộng đồng nhỏ ở thượng lưu lưu vực sông Stanislaus.  Ở cuối phía dưới Hồ New Melones là Đập New Melones cao 625 foot (191m), đây là đập cao thứ sáu ở Hoa Kỳ, được hoàn thành vào năm 1979 để kiểm soát lũ lụt, tưới tiêu, sản xuất thủy điện và quản lý nghề cá. Bên dưới New Melones, sông chảy qua Hồ chứa Tulloch nhỏ hơn trước khi đến Đập Goodwin, đập lâu đời nhất trên sông (hoàn thành năm 1913), nơi lượng nước lớn được chuyển hướng phục vụ cho việc tưới tiêu.
Giảm kích thước đáng kể, sông Stanislaus rời chân đồi chảy vào Quận nông nghiệp Stanislaus tại thị trấn Cơn sốt vàng lịch sử của Knights Ferry. Dòng sông này nằm song song với Quốc lộ 120 khi chảy theo phía Tây vào Thung lũng Trung tâm, qua Oakdale, thị trấn này là thị trấn lớn nhất trên sông, dọc theo rìa phía bắc của khu vực tàu điện ngầm Modesto.  Tại Riverbank, dòng sông bắt đầu hình thành biên giới Quận Stanislaus (phía Nam) và Quận San Joaquin (phía Bắc). Tại Ripon, nó bị cắt ngang bởi Quốc lộ 99. Bên dưới Ripon, sông Stanislaus chảy theo hướng Tây - Tây Nam qua một vùng trũng được gọi là River Junction, trước Công viên Tiểu bang Tưởng niệm Caswell. Con sông Stanislaus hợp lưu với sông San Joaquin tại một điểm khoảng 2 dặm (3,2 km)  về phía đông bắc của Vernalis và 5 dặm (8,0 km)  về phía nam của Manteca, 75 dặm (121 km)   phía thượng lưu (phía nam) của cửa sông lớn hơn tại Vịnh Suisun.

### Lưu lượng
Sự dẫn dòng nước để tưới tiêu và điều tiết bằng các hồ chứa đã làm giảm đáng kể dòng chảy trung bình của hạ lưu sông Stanislaus, hoạt động này nhằm giảm thiểu các biến đổi theo mùa và tăng dòng chảy cơ sở vào mùa khô.Cục Khảo sát Địa chất Hoa Kỳ (USGS) dẫn lưu tại Ripon, cách 15 dặm (24 km) từ miệng sông, đã ghi nhận lưu lượng nước hàng năm là 1.008 foot khối trên giây (28,5 m3/s)     từ năm 1941 đến năm 1978; sau khi đập New Melones được xây dựng, lưu lượng nước hàng năm từ năm 1978 đến năm 2013 là 855 foot khối trên giây (24,2 m3/s).  Lượng nước đạt đỉnh cao nhất trước năm 1978 là 62.500 foot khối trên giây (1.770 m3/s)     vào ngày 24 tháng 12 năm 1955, và trung bình hàng tháng thấp nhất là 0,635 foot khối trên giây (0,0180 m3/s)vào tháng 8 năm 1977. Sau khi con đập được xây dựng, đỉnh cao nhất là 7.320 foot khối trên giây (207 m3/s)     vào ngày 28 tháng 2 năm 1997, trung bình hàng tháng thấp nhất là 139,1 foot khối trên giây (3,94 m3/s)     vào tháng 9 năm 2016.  

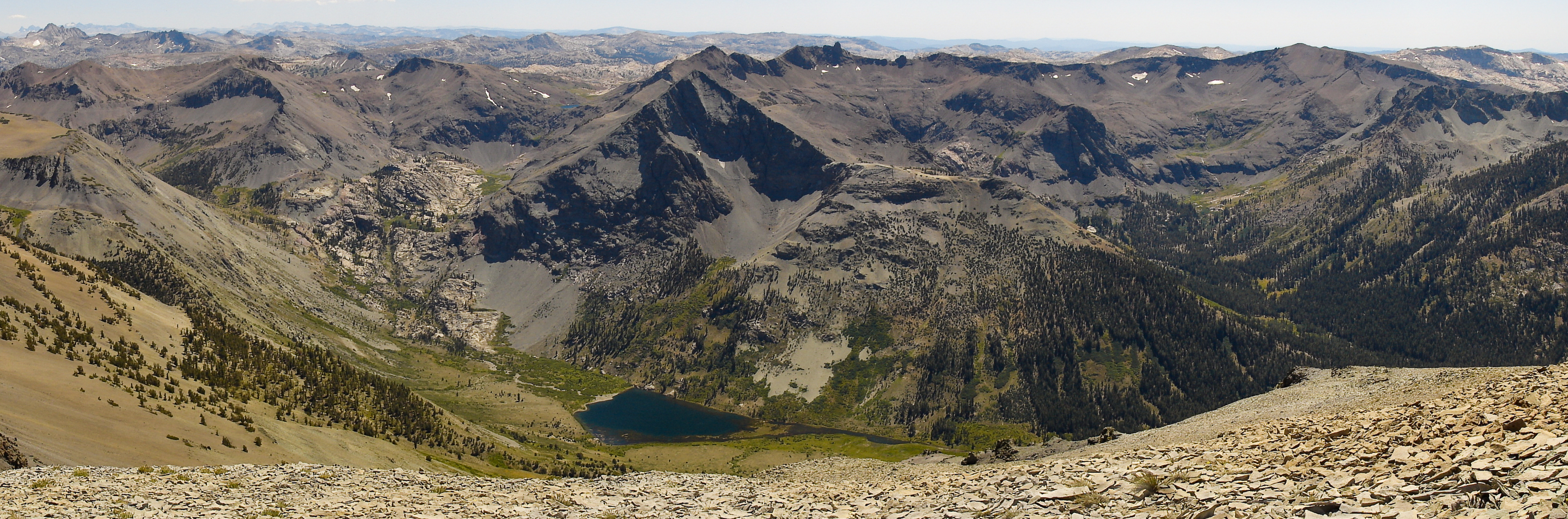
Hồ Kennedy, gần đầu nguồn Middle Fork, nhìn từ Đỉnh Leavitt (11525 ft) trong khu vực hoang dã di cư

Lưu vực sông Stanislaus cống 1.075 dặm vuông Anh (2.780 km2)  và được chia thành hai phần riêng biệt - lưu vực sông phía trên núi, nơi bắt nguồn dòng chảy của nó và phần lưu vực phía dưới hẹp, phát triển mạnh dưới hạ lưu, nơi dòng nước chảy qua Thung lũng San Joaquin. Theo truyền thống, đập Goodwin được xem là ranh giới phân chia giữa lưu vực trên và dưới. Độ cao của lưu vực sông từ dưới 15 foot (4,6 m)   tại nơi hợp lưu với sông San Joaquin đến hơn 10.000 foot (3.000 m)   ở vùng cao Sierra Nevada. Lượng mưa hàng năm thay đổi từ 20 inch (510 mm)   trong các vùng thung lũng đến 50 inch (1.300 mm)   trở lên ở độ cao lớn hơn; ở độ cao trên 5.000 foot (1.500 m)   hầu hết lượng mưa rơi xuống dưới dạng tuyết.
Phía thượng nguồn sông gồm 90 phần trăm tổng diện tích khu vực và cung cấp tỷ lệ tương xứng dòng chảy sông. Trải dài từ chân đồi đến các vùng núi cao của Sierra Nevada, nó bao gồm các hẻm núi và rặng núi hẹp gồ ghề với độ cao trung bình của địa phương là 2.000 foot (610 m)   trở lên từ sông đến vành. Phần lớn lưu vực này ở độ cao lớn, với 40  phần trăm tổng diện tích trên đường băng tuyết vào mùa đông. Lượng mưa trung bình ở toàn bộ lưu vực trên là 46,8 inch (1.190 mm). Phần lớn lưu vực phía trên là đất gỗ thương mại hoặc phần đất chưa được phát triển, với các khu vực nông nghiệp, trang trại chăn nuôi quy mô nhỏ và các đồng cỏ núi phía trên. Các khu vực có độ cao lớn hơn chủ yếu là phần đất của Cục Lâm nghiệp liên bang và vùng hoang dã được chỉ định, trong khi các độ cao ở giữa là sự chắp vá đất của tiểu bang, liên bang và tư nhân. Phần lớn diện tích đất gỗ tư nhân đã bị chặt phá theo dạng bàn cờ khiến môi trường sống của động vật hoang dã bị chia cắt rất nhiều.

## Lịch sử

### Dân tộc đầu tiên
Người đầu tiên đến Sierra Nevada thuộc California ngày nay hơn 10.000 năm trước. Tàn tích của một thổ dân châu Mỹ sống gần sông Stanislaus, một địa điểm hình bầu dục khoảng 12 foot (3,7 m)   theo chiều rộng, được các nhà khảo cổ học ước tính khoảng 9.500 năm tuổi và nơi đây là ngôi nhà được xây dựng cổ nhất được biết đến (mặc dù không phải là địa điểm khảo cổ) ở Bắc Mỹ. Trong ít nhất vài thế kỷ trước khi các nhà thám hiểm Tây Ban Nha đến, lưu vực sông Stanislaus là nơi sinh sống của những người nói tiếng Trung Sierra Miwok của Đồng bằng và Sierra Miwok. Người Miwok có lối sống chủ yếu là săn bắn hái lượm, mặc dù họ cũng thực hiện một số nền nông nghiệp nguyên thủy và kiểm soát việc đốt đồng cỏ để tăng cường bãi săn của họ.  Người Miwok có các khu định cư chính  ở độ cao thấp hơn chân đồi và Thung lũng Trung tâm, nơi họ đã trải qua mùa đông; trong suốt mùa hè, họ đi vào Sierra Nevada qua sông Stanislaus và các con sông khác gần đó để thu hoạch thực phẩm rau củ ở những nơi có độ cao cao và trốn cái nóng mùa hè.
Người Mỹ bản địa trong khu vực không thành lập một quốc gia lớn; nói đúng hơn, họ sống trong "bộ ba" từ 100 đến 500 người. Một nhóm có liên quan đến sông Stanislaus là "Walla" hoặc "Wal-li" (một thuật ngữ bản địa có nghĩa là "người đào" hoặc "hướng về Trái Đất") sống trên những ngọn đồi giữa sông Stanislaus và Tuolumne. Thuật ngữ "Walla Walla" cũng được liên kết với các dân tộc khác trong khu vực, vì họ có tập tục đào đất để tìm rễ cây có thể ăn được. Với việc phải hứng chịu lũ lụt hàng năm, sông Stanislaus đã hỗ trợ một khu vực rộng lớn các vùng đất ngập nước lâu năm và theo mùa, bao gồm các đầm lầy tule (tulares) trong khu vực sông San Joaquin, đây là nơi sinh sống của rất nhiều động vật, chim và cá di cư đã hỗ trợ các quần thể người Mỹ bản địa rất cao.  đánh bẫy lông thú James Warner, người đã đến thăm khu vực này vào năm 1832, đã viết về "những ngôi làng của người da đỏ phía trên miệng [của Stanislaus], cũng như tại hoặc gần giao lộ với San Joaquin" và mô tả khu vực như vậy: "Trên Không có phần nào của Lục địa mà tôi đã đến hoặc đã từng đi qua lại có nhiều người Ấn Độ sống nhờ các sản phẩm tự nhiên của đất và nước như ở Thung lũng San Joaquin. " 

### Chinh phục và thuộc địa hóa châu Âu
Mặc dù Đế quốc Tây Ban Nha tuyên bố chủ quyền với California vào những năm 1770, phần lớn Thung lũng Trung tâm, sau đó là một vùng đầm lầy và sông rộng lớn, vẫn chưa được người Tây Ban Nha khám phá trong vài thập kỷ sau đó. Những người Tây Ban Nha đầu tiên chạm trán với sông Stanislaus là đoàn thám hiểm năm 1806 của Gabriel Moraga, người đã đặt tên cho con sông là Rio de Nuestra Señora de Guadalupe, "Sông của Đức Mẹ Guadalupe ". Fray Pedro Muñoz, người đi cùng với Moraga, đã viết về "số lượng lớn cây nho dại" dọc theo sông Guadalupe. Năm 1808, Moraga quay trở lại khu vực này để tìm kiếm các địa điểm truyền giáo thích hợp, nhưng không thành công. Con sông sau đó được gọi là Río de los Laquisimes, tên gọi này có thể bắt nguồn từ tên của người Mỹ bản địa cho con sông hoặc khu vực xung quanh. Mặc dù cuối cùng người Tây Ban Nha không thiết lập bất kỳ cơ quan truyền giáo nào ở Thung lũng Trung tâm, họ đã bị cưỡng chế đưa hàng nghìn người Mỹ bản địa đến các cơ sở truyền giáo dọc theo bờ biển, nơi họ cải sang Công giáo và phải lao động nông nghiệp. Mission San José là điểm đến của nhiều Miwok từ khu vực sông Laquisimes.
Các nhà thám hiểm người Mỹ cũng đã đến thăm quốc gia sông Laquisimes bắt đầu từ những năm 1820, để tìm kiếm hải ly và rái cá. Những người đánh bẫy lông thú bao gồm những người đàn ông miền núi nổi tiếng Jedediah Smith, William Henry Ashley và Ewing Young, những người đã khám phá khu vực này trong khoảng thời gian giữa năm 1825 và 1830. Vào mùa xuân năm 1827, nhóm của Smith đã cắm trại trên sông Laquisimes gần Oakdale ngày nay, nơi đây được cho là đã lưu vào bộ nhớ đệm 1.500 pound (680 kg)   của hải ly viên gần đó. Smith gọi con sông là "Appelamminy". Vào ngày 20 tháng 5, Smith và hai người đàn ông khác lên đường dọc theo Laquisimes để cố gắng vượt qua Sierra Nevada. Khoảng một tuần sau khi đi lên hẻm núi North Fork gồ ghề, họ vượt qua đèo Ebbetts và trở thành những người gốc Âu đầu tiên vượt qua Sierra. 

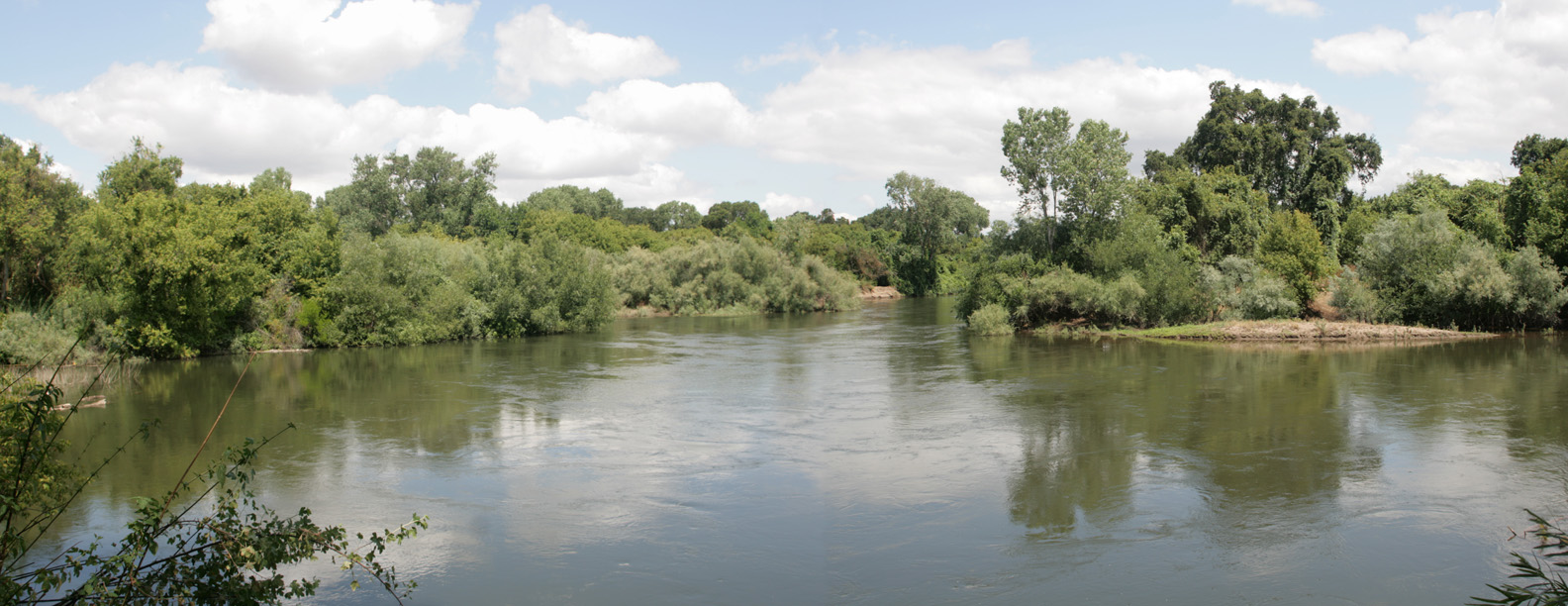
Sông Stanislaus tại Công viên Tiểu bang Tưởng niệm Caswell, nơi Estanislao được cho là đã chiến đấu với quân của Vallejo

Người bản xứ đã có sự phản kháng đáng kể đối với chương trình truyền giáo của Tây Ban Nha, chương trình này được tiếp tục sau khi Mexico giành được độc lập từ Tây Ban Nha vào năm 1821. Hầu hết những người Mỹ bản địa trốn thoát đã chạy đến Thung lũng Trung tâm, nơi đây rất khó khăn cho những người lính Tây Ban Nha được trang bị vũ khí nặng nề do địa hình đầm lầy của nó. Vào khoảng tháng 11 năm 1828, một người đàn ông Yokuts tên là Estanislao (được đặt theo tên Thánh Stanislaus; tên quê hương của anh ta được cho là Cucunichi) đã lãnh đạo một cuộc nổi dậy tại Mission San Jose và chạy trốn đến quốc gia sông Laquisimes cùng với nhiều người bản địa khác. Tại đây, ông đã nuôi dưỡng một đội quân gồm Yokuts, Miwok và Chumash, những người đột kích các nhiệm vụ và các trại chăn nuôi lớn, đánh cắp ngựa và gia súc, giải phóng các lao động người Mỹ bản địa. Quân đội Mexico, do Mariano Vallejo chỉ huy đã di chuyển để tiêu diệt quân kháng chiến, nhưng ban đầu họ bị người bản địa đánh bại trên sông Laquisimes, tại nơi được cho là gần Công viên Tiểu bang Tưởng niệm Caswell ngày nay.
Sau thất bại đầu tiên, Vallejo đã quay trở lại với một lực lượng "107 binh sĩ, một số công dân và ít nhất 50 dân quân Ấn Độ làm nhiệm vụ" được trang bị súng hỏa mai và đại bác, nhưng một lần nữa họ hòa nhau. Vallejo đã đốt cháy thảm thực vật dọc theo bờ sông để tiêu diệt phe đối phương, nhưng Estanislao và các chiến binh của ông đã trốn thoát, và tiếp tục tấn công các khu vực định cư của Mexico trong suốt mùa đông năm đó. Theo truyền thuyết phổ biến, Estanislao sẽ khắc chữ "S" trên cây sau các cuộc tấn công của mình, và điều đó đã trở thành nguồn cảm hứng cho nhân vật hư cấu Zorro. Vào tháng 6 năm 1829, Vallejo cuối cùng đã đánh bại ông ta trên sông Laquisimes. Estanislao bị đánh bại cuối cùng đã trở về Mission San Jose, nơi ông ta thú nhận tội lỗi của mình và được chính phủ Mexico ân xá. Tuy nhiên, người Mexico không bao giờ cố gắng kiểm soát phần phía đông của Thung lũng San Joaquin nữa, và sông Laquisimes được đổi tên thành Stanislaus để vinh danh Estanislao.
Một hệ quả không lường trước nhưng có tính hủy diệt khi đến châu Âu là sự du nhập của các bệnh ngoại lai. Người ta tin rằng một đoàn thám hiểm của Công ty Vịnh Hudson đã vô tình đưa bệnh sốt rét vào Thung lũng Trung tâm vào năm 1832. Trong vài năm tiếp theo, những đợt sốt rét đã liên tiếp quét qua khu vực này và giết chết hàng nghìn người Mỹ bản địa ở Thung lũng Trung tâm, họ là những người không có khả năng miễn dịch tự nhiên đối với các bệnh ở châu Âu. Sự lây lan của dịch bệnh ngày càng trầm trọng hơn do số lượng lớn muỗi ở các vùng đầm lầy ở Thung lũng Trung tâm và các ngôi làng đông đúc của người Mỹ bản địa. Gần 80   phần trăm người ở Plains Miwok sống sót sau sự đô hộ của Tây Ban Nha đã chết trong trận dịch này. Một trận dịch đậu mùa xảy ra vào khoảng năm 1837, cướp đi sinh mạng của nhiều người hơn nữa, bao gồm cả Estanislao, người đã chết tại Mission San Jose vào tháng 6 năm 1838.

### Định cư tại Mỹ và Cơn sốt vàng
Trong những năm 1840, nhiều người Mỹ định cư đã di cư đến Thung lũng Trung tâm tại vùng thuộc California do Mexico kiểm soát và tìm cách đòi lại vùng đất nông nghiệp màu mỡ của khu vực. Khu định cư lớn đầu tiên của Mỹ dọc theo sông Stanislaus được thành lập vào tháng 1 năm 1847 bởi khoảng 30 thực dân Mormon dưới sự chỉ đạo của Samuel Brannan. Thành phố Stanislaus, hay còn được gọi là "Trang trại Mormon" hoặc "Niềm hy vọng mới", được thành lập trên bờ bắc của con sông, gần nơi hợp lưu với San Joaquin. Những người định cư đã xây dựng một xưởng cưa và bắt đầu trồng lúa mì và rau trong khu vực này. Brannan đã hình dung Thành phố Stanislaus là trung tâm của nhà thờ LDS ở California, cuối cùng đây là nơi thu hút hàng nghìn người di cư Mormon. Tuy nhiên, khu định cư không phát triển đáng kể, cuối cùng phải giải thể vào một năm sau đó. ÍMột trong những yếu tố dẫn đến sự suy giảm của nó là một trận lụt lớn vào mùa đông năm đó; William Stout, một trong những sáng lập viên của thị trấn, đã viết rằng Stanislaus là "ba dặm rộng" vào tháng 1 năm 1848.
Ảnh hưởng từ việc định cư ở Mỹ cuối cùng đã dẫn đến Cuộc nổi dậy Cờ Gấu, sau đó California đã trở thành một phần của Hoa Kỳ vào năm 1848. Cùng năm đó, vàng được phát hiện trên sông American, khởi đầu cho Cơn sốt vàng California. Mặc dù ban đầu việc khai thác vàng chỉ tập trung ở sông Mỹ và các con sông khác ở phía bắc, nhưng sự chú ý đã được tập trung vào Stanislaus vào tháng 8 năm 1848 sau khi một nhóm người Mỹ bản địa dưới thời Charles Weber phát hiện ra vàng trên sông. Toàn bộ trại khai thác Dry Diggings (gần Placerville ngày nay), khoảng 200 người, tất cả đã thu dọn và tiến về phía nam sông Stanislaus, và sau khi tin tức lan truyền khắp Gold Country, hàng trăm người khác đã kéo đến nơi đây. Nhiều thợ mỏ đi từ miền đông Hoa Kỳ đến California qua đèo Sonora, đầu nguồn Middle Fork của sông Stanislaus. Đến năm 1849, có tới 10.000 thợ mỏ đã đến quốc gia sông Stanislaus.
Sông Stanislaus đã hình thành nên một dòng suối chứa vàng như  ở California; trong những ngày đầu của Cơn sốt vàng, nó được gọi là "Mỏ phương Nam" vì vào thời điểm đó, dòng sông này thuộc vùng cực nam của các mỏ đào vàng chính. Năm 1848, William R. Ryan đã viết rằng các trại khai thác dọc theo sông Stanislaus là "tất cả những gì được mô tả là nghèo nàn và tồi tệ nhất. Những người thợ mỏ mong rằng họ sẽ thu được lợi nhuận trong khoảng thời gian ngắn, sau đó bỏ qua những điều kiện sơ khai này và trở về nhà. Có rất nhiều lều, tốt, xấu, không khác nhau, các cửa hàng và gian hàng cờ bạc, lều, trại mở và các thợ mỏ bận rộn ở khắp mọi nơi. "  Ban đầu, những người khai thác làm việc theo các yêu cầu riêng lẻ về sa khoáng, nhưng khi vàng dễ dàng tiếp cận phát huy hết tác dụng, họ hợp tác với nhau để xây dựng các hệ thống đập, mương và hệ thống xả rộng rãi có thể rửa sạch vàng khỏi trầm tích hiệu quả hơn, cũng như cung cấp nước cho vàng- những vùng không có nguồn nước cung cấp nước tưới. Những điều này đại diện cho một số tuyên bố về quyền nước sớm nhất dọc theo sông Stanislaus. Nhiều trại khai thác đã được thành lập trên sông Stanislaus bao gồm Tuttletown, còn được gọi là "Trại Mormon" (một số người thăm dò đầu tiên đến từ thuộc địa không thành công tại Thành phố Stanislaus) và Melones, được đặt tên cho vàng "quá thô" rằng nó khiến những người thợ mỏ nhớ đến "hạt dưa".

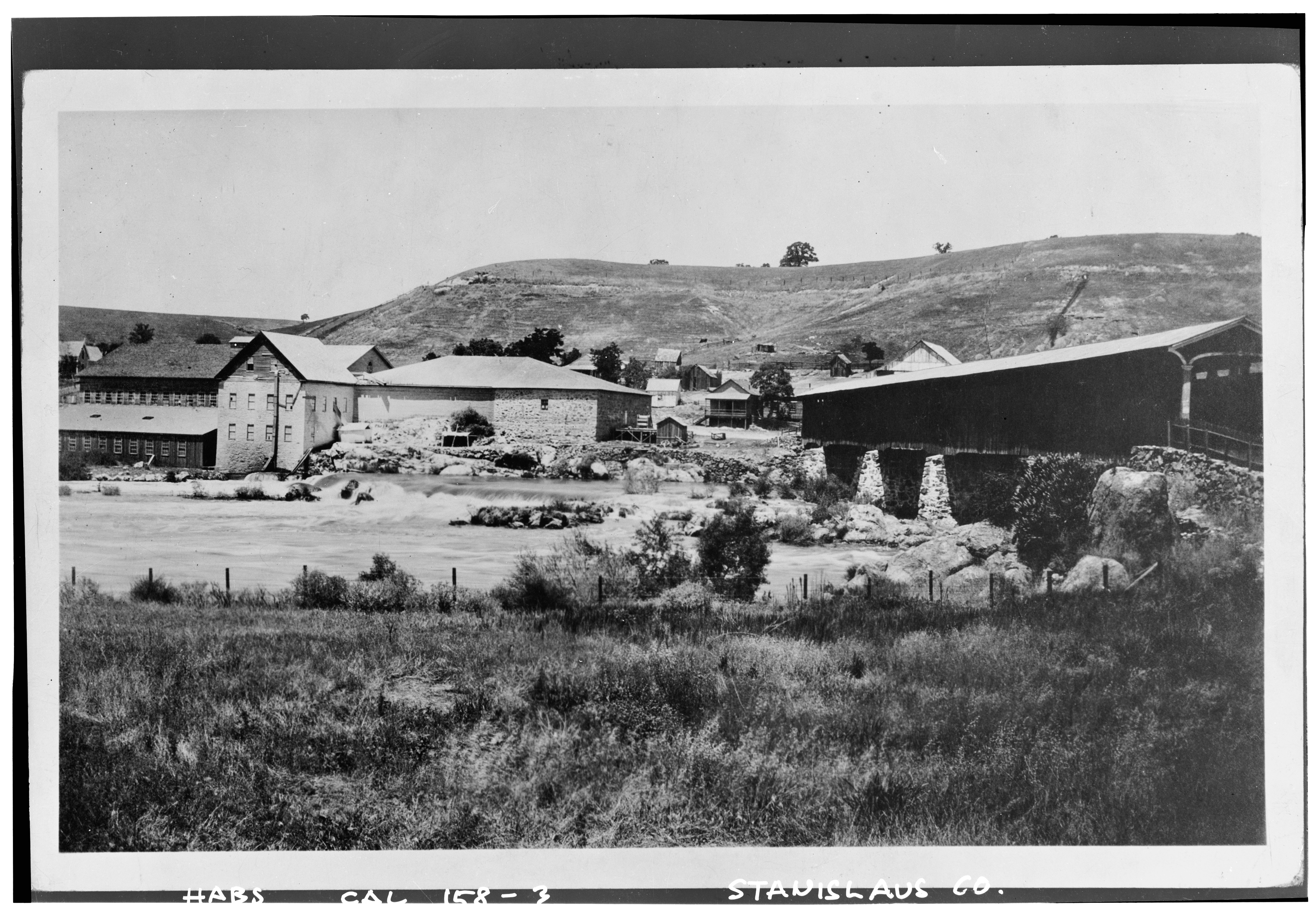
Cầu có mái che Knights Ferry và nhà máy Tulloch cũ (không rõ ngày tháng)

Năm 1849, William Knight, một thợ săn và người đánh bẫy, đã thành lập một bến phà và trạm buôn bán trên sông Stanislaus, nhằm phục vụ hàng nghìn thợ mỏ đến đào tại Sonora và những trại khai thác khác. Knight trước đây đã đồng hành cùng John C. Frémont trong các chuyến thám hiểm vào những năm 1840, và "đã thấy trước rằng Knights Ferry [qua Stanislaus] là con đường của Thiên nhiên xuyên qua những ngọn núi."  Đây là một trong nhiều chuyến phà hoạt động trên sông Stanislaus trong những thập kỷ tiếp theo, bao gồm cả những chuyến phà khác ở Bến phà Byrne (sau này được thay thế bằng một cây cầu có mái che) và Phà Taylor gần Oakdale. Mặc dù Knight đã bị giết vào cuối năm đó (được cho là trong một cuộc đấu súng), khu định cư đã trở thành điểm cung cấp chính của khu vực, với dịch vụ huấn luyện viên hàng ngày cho Stockton,  và được đặt tên là Knights Ferry để vinh danh ông. Sau cái chết của Knight, Lewis Dent tiếp quản các hoạt động của phà. Năm 1854, phà được thay thế bằng một cây cầu có mái che bằng gỗ; vài năm sau đó, Knights Ferry cũng trở thành địa điểm của một khách sạn, tòa án, nhà máy bột mì và nhà tù Quận Tuolumne. Khu định cư phần lớn đã bị phá hủy  trong trận Đại hồng thủy năm 1862 đã cuốn trôi cả cây cầu, nhưng nó và phần còn lại của thị trấn đã sớm được xây dựng lại. Knights Ferry trở thành quận lỵ của Quận Stanislaus cùng năm đó, cho đến khi Modesto lên nắm quyền vào năm 1872.
Vào năm 1851, Công ty Nước Tuolumne County được tổ chức để chuyển nước từ South Fork của sông Stanislaus; bởi trong năm 1853 nó bao gồm 80 dặm (130 km)   kênh đào phục vụ 1.800 thợ mỏ và những yêu cầu của họ. Nước được cung cấp đi xa như Columbia và Sonora, 60 dặm (97 km)   về phía nam. Công ty Sông Columbia và Stanislaus được thành lập vào năm 1854 trên mạch chính của sông Stanislaus nhằm cạnh tranh với mức phí cao của Tuolumne. Họ đã xây dựng một con mương với chi phí 1,5 triệu đô la (gấp năm lần ước tính ban đầu) và bị phá sản ngay sau đó, cuối cùng được bán cho Công ty nước Tuolumne County bằng một phần nhỏ so với chi phí ban đầu.  Một lượng lớn gỗ được yêu cầu để xây dựng các lò khai thác và hệ thống dẫn nước đã dẫn đến nạn phá rừng trên diện rộng ở các độ cao thấp hơn của lưu vực Stanislaus. Những công trình cấp nước ban đầu này được xây dựng một cách thô sơ và thường bị thất bại, đôi khi dẫn đến những hậu quả quả bi thảm. Năm 1857, một con đập trên South Fork của sông Stanislaus bị sập, làm ngập các trại khai thác của Pine Log và Italian Bar, giết chết mười sáu người. Chỉ vài năm sau, hầu hết các công trình khai thác và cơ sở hạ tầng đã bị phá hủy bởi trận lụt năm 1862.

### Cuối thế kỷ 19 và đầu thế kỷ 20
Sau khi kết thúc Cơn sốt vàng, rất ít người đến thăm đất nước sông Stanislaus gồ ghề phía trên chân đồi Sierra trước thế kỷ 20. Knights Ferry giảm thiểu sự ảnh hưởng càng nhiều của những người thợ mỏ khởi hành giải quyết xung quanh cộng đồng nông nghiệp của Oakdale, vài dặm hạ lưu. Các ghi chép lịch sử cho thấy phần lớn các trang trại chăn nuôi và trang trại ở khu vực sông Stanislaus được thành lập từ những năm 1850 đến 1890 bởi những người tìm vàng trước đây. Đường sắt Nam Thái Bình Dương đến Oakdale vào năm 1872, đi qua Bến phà Knights và kéo dân cư của thung lũng về thị trấn cũ; nhà máy bột mì Knights Ferry chuyển hoạt động đến Oakdale vào năm 1881. Năm 1895, Charles Tulloch mua lại quyền sử dụng nước đối với một mương khai thác cũ gần Bến phà Knights và thành lập Công ty Điện lực và Phay Stanislaus, sau này là Công ty Điện nước Stanislaus. Tulloch đã chuyển đổi nhà máy bột mì cũ thành nhà máy thủy điện đầu tiên trên sông Stanislaus.
Vào cuối những năm 1800 và đầu những năm 1900, sự chậm phát triển  dần được cải thiện cao hơn vào lưu vực sông Stanislaus một phần lớn là do việc cải tạo Xa lộ đèo Sonora. Chiếc xe ngựa trước đây đi lên hẻm núi Stanislaus đã hoạt động từ năm 1864 dưới dạng đường thu phí (Đường thu phí Sonora-Mono) và được đi lại nhiều trong những năm 1870 trong cuộc bãi công vàng ở Bodie. Một số trạm giao dịch và trạm dừng nghỉ hoạt động trên cả hai phía của Sonora Pass bao gồm Sugar Pine, Strawberry, Baker's Station, Leavitt's Station và Big Meadows. Trong những thập kỷ tiếp theo, du lịch qua đèo Sonora giảm sút nghiêm trọng. Con đường trở thành một phần của hệ thống đường cao tốc của bang vào năm 1901 và được cải tiến vào năm 1906 để phục vụ việc xây dựng Đập Cứu trợ ở đầu nguồn của sông Stanislaus. Ngày nay, hầu hết con đường đã được thay thế bằng tuyến mới hơn của Quốc lộ 108.
Khách du lịch bắt đầu đến thăm vùng cao với sự ra đời của ô tô vào đầu thế kỷ 20 và một số trại và khu nghỉ dưỡng được thành lập dọc theo sông bao gồm Khu nghỉ dưỡng Douglas (Ga Douglas) vào năm 1920 và Khu nghỉ dưỡng Dardanelle vào năm 1923 ở hợp lưu sông. của Eagle Creek và sông Stanislaus. Khu nghỉ mát Dardanelle vẫn được hoạt động cho đến năm 2018. Cầu Dardanelle mới được xây dựng vào năm 1933 nhằm thay thế kiến trúc cũ được xây dựng vào năm 1864 và cung cấp khả năng tiếp cận tốt hơn đến các khu du lịch. Cây cầu này được cho là giàn kéo gỗ cuối cùng được biết đến ở Hoa Kỳ. Cả khu nghỉ mát và cây cầu đều bị phá hủy trong trận Donnell Fire 2018. Cũng có nhiều hoạt động khai thác gỗ được thực hiện trên khắp khu vực chân đồi của lưu vực sông Stanislaus, và một số tuyến đường sắt khổ hẹp đi sâu vào chân đồi, bao gồm Đường sắt Sugar Pine hoặc Strawberry Branch, nối tiếp Ngã ba Nam của Stanislaus. Một tuyến khác, Chi nhánh Thiên thần của Đường sắt Sierra, kết nối Jamestown với Trại Thiên thần và yêu cầu một loạt các tuyến đường ngược để đi qua hẻm núi sâu của sông Stanislaus, một khu vực hiện bị ngập bởi Hồ New Melones.
Vùng thượng lưu sông Stanislaus cũng được dùng làm địa điểm quay phim. Đường sắt Sierra là một địa điểm quay phim nổi tiếng bắt đầu từ khoảng năm 1917 do "khu vực nông thôn gập ghềnh và những chuyến tàu cổ kính."  Trong những năm 1930, các cảnh cho <i id="mwAes">Robin Hood của El Dorado</i> được quay gần Khu nghỉ dưỡng cũ Douglas. Vào những năm 1970, một số tập của loạt phim truyền hình Ngôi nhà nhỏ trên thảo nguyên được quay tại Donnell Vista, gần Hồ Donnell.

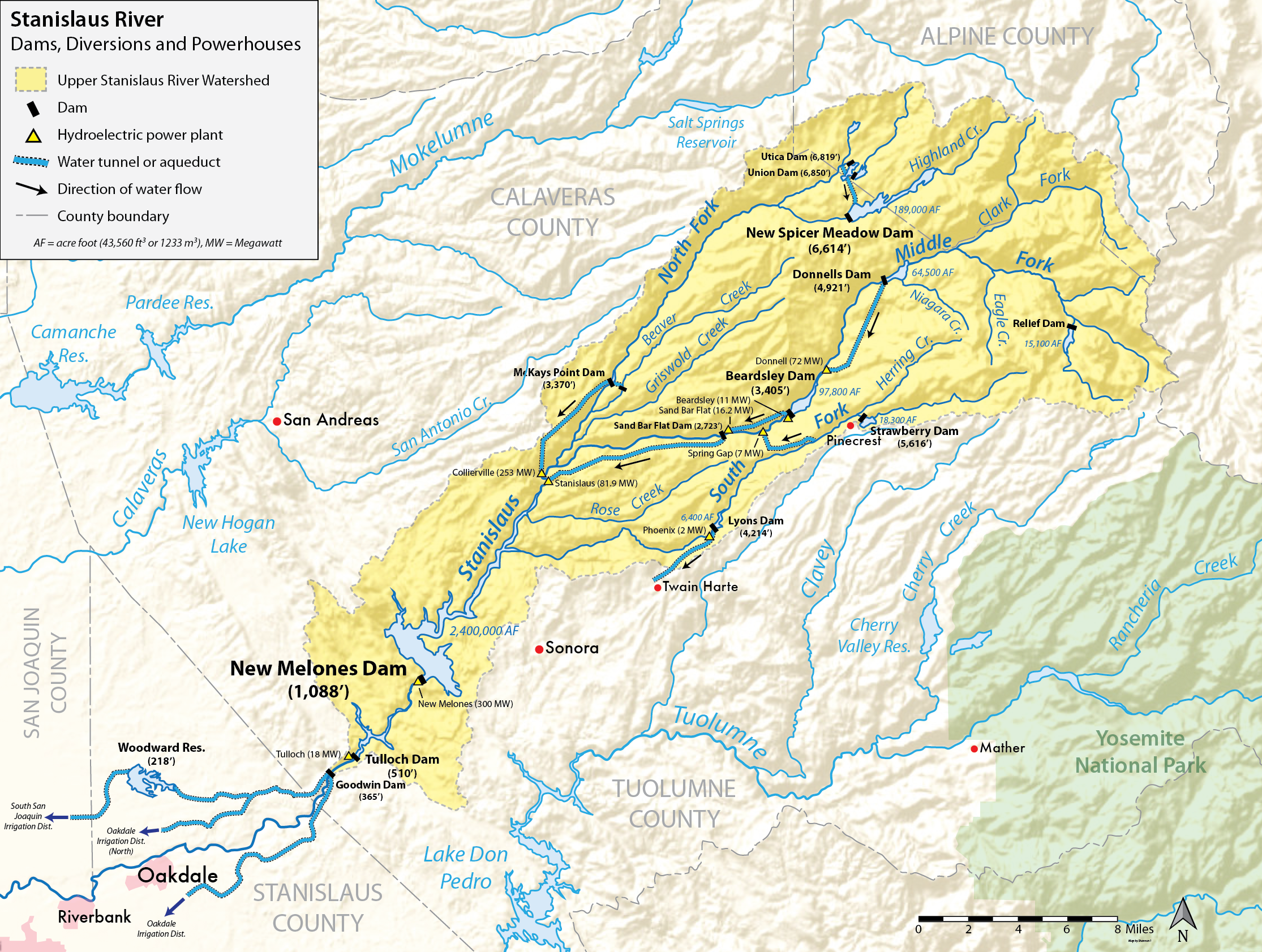
Bản đồ thể hiện các đập lớn, chuyển hướng và nhà máy điện trên lưu vực sông Stanislaus.

Sông Stanislaus là một trong những con sông bị đập và chuyển hướng nặng nề nhất ở California, so với kích thước của nó. Dòng sông này có tổng cộng 28 đập lớn trên sông Stanislaus và các phụ lưu của nó với tổng dung tích chứa hơn 2,8 triệu mẫu Anh (3,5   km 3). Con sông này tưới khoảng 213.000 mẫu Anh (86.000 ha)   đất nông nghiệp sản xuất, phần lớn ở các Hạt Stanislaus và San Joaquin.  Mười bốn nhà máy thủy điện trên sông và các phụ lưu của nó  được vận hành bởi các quận thủy lợi địa phương, các công ty điện lực tư nhân và các cơ quan liên bang. Con sông cung cấp nước sinh hoạt và nước công nghiệp cho các thành phố lân cận, bao gồm Manteca, Lathrop, Escalon và Tracy. Dòng chảy của sông Stanislaus cũng là một nguồn tài nguyên quan trọng để duy trì nghề cá và các hoạt động giải trí, làm loãng ô nhiễm, bổ sung nước ngầm và kiểm soát xâm nhập mặn ở Đồng bằng sông Sacramento-San Joaquin.
Con sông được phân bổ quá mức, nghĩa là lượng nước của nó vượt xa nguồn cung cấp. Có hơn 160 quyền nước riêng biệt đối với sông Stanislaus với tổng diện tích 19,7 triệu mẫu Anh (24,3   km 3), so với dòng chảy bình thường của sông là 1,1 triệu mẫu Anh (1,4   km 3).  Khoảng 3,9 triệu mẫu Anh (4,8   km 3) được xem là các quyền về nước "sử dụng tiêu thụ", nghĩa là nước sẽ không được trả lại cho dòng sông.  Hầu hết các quyền khác dành cho các mục đích sử dụng "không tiêu dùng" như sản xuất thủy điện. Không phải tất cả các quyền này đều được sử dụng hiện nay (nhiều quyền thuộc về các công ty khai thác mỏ hoặc điện không còn tồn tại). Quyền sử dụng nước trên sông Stanislaus có truyền thống được và vẫn phải chịu jure de đến trích trước phương pháp, nơi mà các quyền sở hữu lâu đời nhất được ưu tiên hàng đầu. Tuy nhiên, sau khi hoàn thành Đập New Melones vào năm 1979, và đặc biệt là do hạn hán trong những năm gần đây, các cơ quan liên bang và địa phương thường buộc phải thỏa hiệp để phân chia nguồn cung hạn chế của sông Stanislaus giữa nhiều nhu cầu.

### Thủy lợi
Nông dân đã sử dụng nước từ sông Stanislaus kể từ Cơn sốt vàng, khi nước được chuyển hướng đến các trang trại nhỏ và vườn rau trên các trang trại. Khi số lượng người yêu sách trên sông tăng lên, nông dân nhận ra rằng họ phải làm việc cùng nhau để phân phối nước hiệu quả. Một trong những hợp tác xã thủy lợi đầu tiên được hình thành trên sông Stanislaus được thành lập bởi gia đình Tulloch vào năm 1858, họ là những người đã xây dựng một con đập để cung cấp nước cho các trang trại trong khu vực xung quanh Knight's Ferry. Các Stanislaus và Công ty San Joaquin nước, hình thành bởi HW Cowell và NS Harrold năm 1895, cải thiện trên hệ thống này, xây dựng 47 dặm (76 km)   kênh đào dọc theo phía bắc sông Stanislaus và cung cấp nước cho khoảng 3.000 mẫu Anh (1.200 ha)   ở Manteca và Oakdale. 

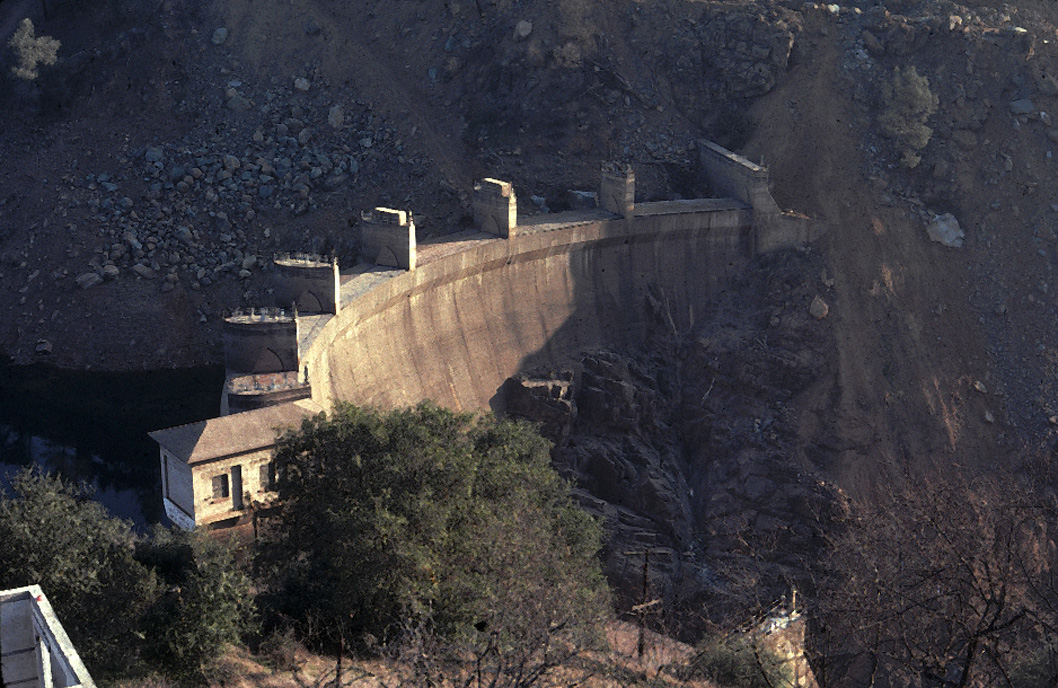
Đập Melones 1926

Quận Thủy lợi Oakdale (OID) và Quận Thủy lợi Nam San Joaquin (SSJID) được thành lập vào năm 1909 theo Đạo luật Wright, cùng sở hữu các quyền về nước lâu đời nhất trên sông Stanislaus. Khu vực dịch vụ của OID nằm trên cả hai bên của Sông Stanislaus ở Quận Stanislaus, và SSJID nằm ở phía bắc của sông, tại các Quận Stanislaus và San Joaquin. Ngày nay, các huyện tưới có tổng cộng 120.000 mẫu Anh (49.000 ha), với các loại cây trồng chính là nho, hạnh nhân, ngô, lúa, vườn cây ăn quả và đồng cỏ. Ngày nay, khu vực này là một trong những khu vực nông nghiệp có năng suất cao nhất tại Hoa Kỳ; vào năm 2014, các Hạt Stanislaus và San Joaquin đã sản xuất được tổng cộng 7,6 tỷ USD cây trồng.
Ngay sau khi thành lập, các quận đã phát hành 1,9 triệu đô la trái phiếu doanh thu nhằm tài trợ cho các cơ sở hạ tầng đập và kênh sẽ cung cấp đất. Năm 1913 các huyện xây dựng Goodwin Dam, khoảng 2,5 dặm (4,0 km)   ngược dòng Knights Ferry, giúp chuyển nước vào các kênh tương ứng. Họ đã đệ đơn yêu cầu bồi thường 600.000 mẫu foot Anh (0,74 km3)     nước sông Stanislaus và được chia đều giữa hai huyện. Trong những năm đầu tiên, việc duy trì nguồn cung cấp nước đầy đủ vào mùa hè là gần như không thể vì lớp băng tuyết ở Sierra thường tan vào giữa tháng 6. Nông nghiệp chủ yếu dựa vào giếng vào cuối mùa hè khi nước sông ở mức thấp và điều này chỉ có thể hỗ trợ khoảng 20.000 mẫu Anh (8.100 ha)   cây trồng. Hạ lưu sông Stanislaus thường hoàn toàn khô cạn vào mùa hè do chuyển hướng nước. Các huyện thủy lợi rất cần trữ nước cho mùa khô, và một số hồ chứa nhỏ ngoài dòng đã được xây dựng, bao gồm Hồ chứa Woodward vào năm 1916, mặc dù lợi ích của chúng bị hạn chế. Năm 1925, các quận đã phát hành 2,2 triệu đô la trái phiếu để xây dựng một con đập lưu trữ trên sông Stanislaus. Đập Melones ban đầu, hoàn thành năm 1926, cao 211 foot (64 m)  có  cấu trúc vòm bê tông cao có khả năng chứa 112.500 mẫu foot Anh (0,1388 km3)     nước, đủ để tưới cho 144.000 mẫu Anh (58.000 ha)   đất cho một mùa nhưng quá nhỏ để có thể dự trữ cho những năm hạn hán.
Một đợt hạn hán nghiêm trọng vào những năm 1930 đã chứng tỏ rằng hồ chứa Melones quá nhỏ để đáp ứng tất cả các nhu cầu tưới tiêu;. OID đã đánh chìm 25 giếng sâu từ năm 1931 đến năm 1938 để bù đắp cho sự thiếu hụt, nhưng điều này đã làm cạn kiệt nguồn nước ngầm của địa phương với tốc độ không bền vững. SSJID được cung cấp tốt hơn trong suốt những năm 1930, một phần là do cây trồng ít thâm dụng nước hơn, nhưng bắt đầu bị thiếu hụt vào đầu những năm 1940. Năm 1948, các quận tham gia để tăng cường trữ nước trên sông Stanislaus bằng cách xây dựng Dự án Tri-Dam, bao gồm các đập Donnells và Beardsley trên Middle Fork, đập Tulloch giữa các đập Goodwin và Melones hiện có, và đập Columbia bên dưới giao lộ của Middle and North Forks (trang web thứ tư này sau đó đã bị loại khỏi đề xuất). Các quận cũng đã dự tính xây dựng một khu đất rộng hơn 1,1 triệu mẫu Anh (1,4   km 3) hồ chứa để thay thế Melones Reservoir, nhưng dự án này cũng không bao giờ vượt qua được bảng vẽ.
Dự án Tri- Dam trị giá 52 triệu đô la  chủ yếu sẽ được tài trợ bằng cách cho Công ty Khí &amp; Điện Thái Bình Dương (PG&E) thuê quyền khai thác thủy điện tại các đập này trong thời hạn 50 năm. Giống như Melones, Dự án Tri-Dam sẽ do hai quận cùng sở hữu và điều hành. Sau gần mười năm xây dựng, Đập Donnells và Đập Beardsley đã được hoàn thành vào năm 1957, và Đập Tulloch được hoàn thành vào năm 1958. Ba đập kết hợp có thể chứa đến 230.400 mẫu foot Anh (0,2842 km3), tăng hơn gấp ba lần khả năng lưu trữ nước trên sông Stanislaus và tăng nguồn cung cấp hàng năm đáng tin cậy lên gần 570.000 mẫu foot Anh (0,70 km3). Đây là những dự án nước lớn cuối cùng được hoàn thành trên sông cho đến năm 1972, khi công trình bắt đầu trên Đập New Melones của liên bang, đập này sẽ thay thế và nhấn chìm Đập Melones ban đầu năm 1926.

### Dự án giai điệu mới
Bắt đầu từ những năm 1940, chính phủ liên bang cũng đã tìm cách xây dựng một con đập cao tại Melones. Đạo luật Kiểm soát lũ lụt năm 1944 cho phép Công binh Lục quân Hoa Kỳ xây dựng một công trình kiểm soát lũ lụt với công suất gấp khoảng bốn lần đập của các huyện thủy lợi. Tuy nhiên, họ không thể đưa ra lý do kinh tế hợp lý cho dự án kiểm soát lũ lụt một mình. Vào những năm 1950, Cục Khai hoang Hoa Kỳ đã đề xuất xây dựng một con đập lớn hơn nhiều với sức chứa 2,4 triệu mẫu Anh (3,0   km 3), sẽ thu được phần lớn lượng nước lũ bổ sung mà các đập thủy lợi nhỏ hiện có không thể chứa được. Nó sẽ là một đơn vị đa mục tiêu của Dự án Thung lũng Trung tâm, cung cấp các dòng chảy thủy lợi, kiểm soát lũ lụt, thủy điện và nguồn thủy sản. Người dân địa phương ban đầu đã chỉ trích dự án này và nói rằng nó quá lớn, lãng phí tiền liên bang và hồ chứa sẽ không bao giờ đầy. Cũng có lo ngại rằng Cục Khai hoang đang cố gắng "lấy nước" để lấy thêm nước để đáp ứng các nghĩa vụ bên ngoài Lưu vực sông Stanislaus. Tuy nhiên, sau trận lụt Giáng sinh năm 1964 gây ra sự tàn phá lớn dọc theo sông Stanislaus, New Melones đã giành được sự ủng hộ chính trị. Sau khi tài trợ liên bang được phê duyệt, việc xây dựng bắt đầu vào năm 1966.  

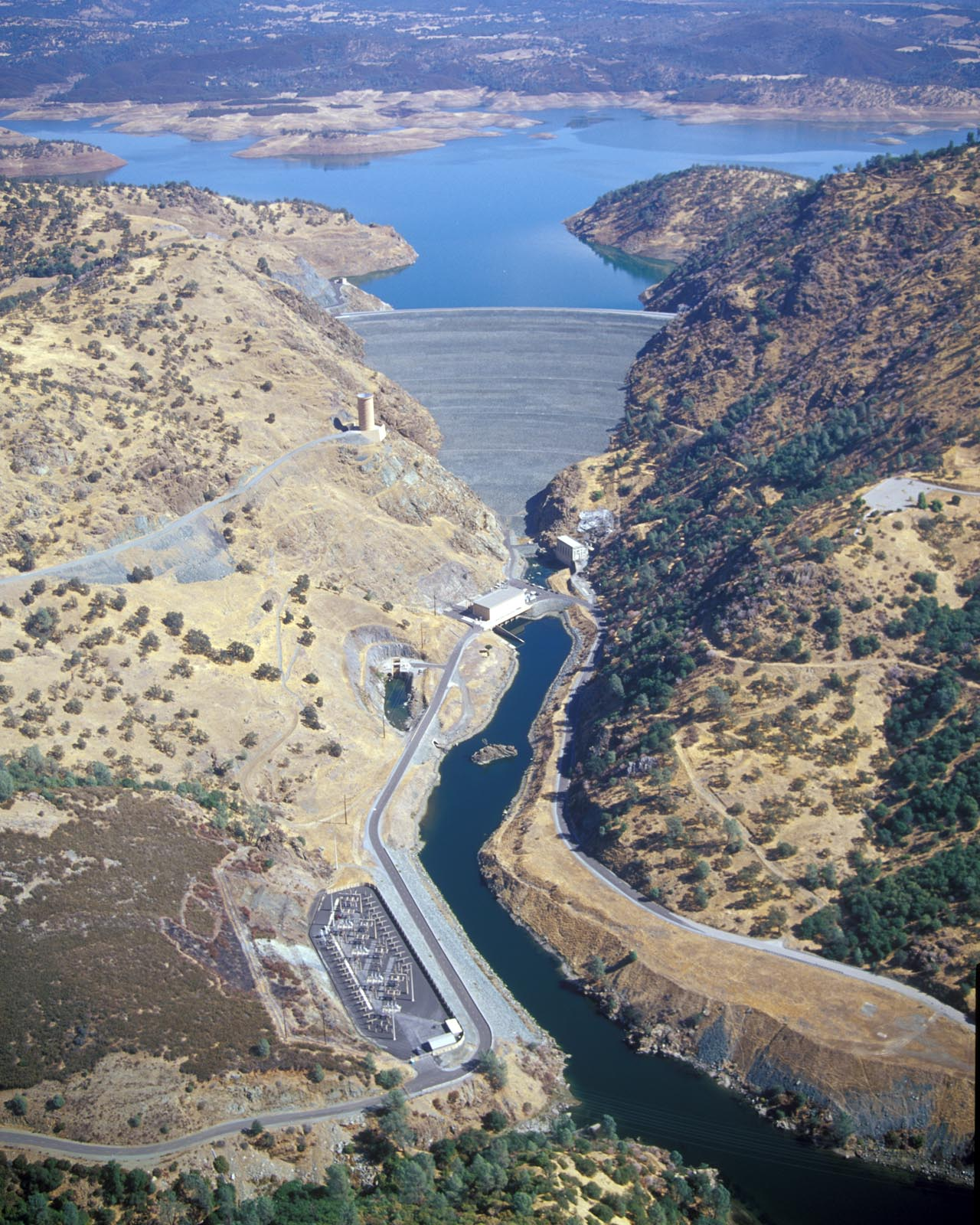
Sông Stanislaus bên dưới đập New Melones

Dự án New Melones nổi tiếng với cuộc chiến pháp lý giữa các nhà bảo vệ môi trường, bang California và chính phủ liên bang bắt đầu vào những năm 1970 khi hoạt động giải trí đi bè trên nước trắng  bùng nổ. Stanislaus trong một thời gian là đường chạy phổ biến nhất ở miền Tây Hoa Kỳ, và nơi đây được đánh giá cao nhờ phong cảnh ngoạn mục dọc theo các hẻm núi đá vôi gồ ghề. Friends of the River được thành lập nhằm thúc đẩy một dự luật bỏ phiếu trên toàn tiểu bang, Dự luật 17 sẽ chỉ định Stanislaus là Dòng sông Cảnh quan và Hoang dã Quốc gia và ngăn cản việc xây dựng New Melones. Dự luật 17 đã bị đánh bại bởi tỷ lệ cử tri hẹp, một phần do vận động hành lang nặng nề của các cơ quan cấp nước. Sau đó, những người phản đối đập đã tập trung vào việc hạn chế mức độ của hồ chứa mới, ngay cả khi việc xây dựng đập được hoàn thành vào năm 1978. Vào tháng 5 năm 1979, nhà hoạt động môi trường Mark Dubois đã tự xích mình vào một tảng đá ở hẻm núi Stanislaus, buộc chính quyền liên bang phải ngừng lấp hồ hoặc dìm chết anh ta.
Do đó, bang California dưới thời Thống đốc Jerry Brown (người cũng phản đối New Melones vì lý do kinh tế) đã ban hành một giới hạn tạm thời vào tháng 11 năm 1980 để giữ mực nước hồ bên dưới Cầu Ferry của Parrott và đánh dấu phần cuối dưới của dòng nước trắng Stanislaus. Bộ Tài nguyên nước California đã đặt câu hỏi liệu việc bổ sung nước tưới có cần thiết hay không,  và các nghiên cứu của Bộ Cá và Động vật hoang dã của bang cho rằng con đập sẽ gây hại cho nghề đánh bắt cá mà nó được dự định để bảo vệ. Nhà nước và các nhà bảo vệ môi trường đã đồng ý thỏa hiệp mực nước hồ 26   phần trăm công suất thiết kế của nó, mà các nghiên cứu thủy văn xác định là khối lượng tối ưu để đáp ứng các nhu cầu dọc theo Stanislaus mà không làm mất quá nhiều nước do bốc hơi và xả lũ.
Chính phủ liên bang và một số cơ quan được hưởng lợi từ con đập mới đã lên tiếng chê bai quyết định này, họ cho rằng việc không lấp đầy con đập đã hoàn thành là lãng phí tiền bạc và nước. Cuộc tranh luận sôi nổi tiếp tục cho đến những năm nước 1982–1983, mùa giáp lưng ẩm ướt nhất của California được ghi nhận, khi những cơn bão lớn và băng tuyết tràn ra sông và làm đầy hồ chứa trong vòng chưa đầy hai năm, một quá trình ban đầu được dự đoán là mất tám năm. Vào tháng 6 năm 1983, hồ New Melones đạt mức cao nhất trong kỷ lục, gần như tràn qua đập tràn khẩn cấp. Lũ lụt đã chứng minh giá trị của con đập trong việc ngăn chặn thiệt hại tài sản trị giá 50 triệu đô la  và thu giữ một lượng nước khổng lồ mà lẽ ra sẽ chảy vào đại dương, khiến bang California phải dỡ bỏ giới hạn tạm thời.
Kể từ đó, New Melones đã phải nỗ lực để thực hiện nghĩa vụ của mình đối với những người sử dụng nước ở hạ lưu; trong các đợt hạn hán, các quận thủy lợi và chính phủ liên bang thường xuyên tranh giành nước. Một trong những điều kiện xây dựng New Melones là OID và SSJID phải được đảm bảo trên 600.000 mẫu foot Anh (0,74 km3)     các quyền về nước mà họ đã nắm giữ từ năm 1913. Tuy nhiên, Cục Khai hoang đôi khi đã rút ngắn các quận tưới tiêu để giải phóng nước để hỗ trợ cá hồi và cá đầu thép, điều này được yêu cầu bởi luật liên bang như Đạo luật về các loài nguy cấp năm 1972 và Đạo luật cải thiện dự án Thung lũng Trung tâm năm 1991. Ngoài ra, Dự án Melones có nghĩa vụ cung cấp nước cho Quận Stockton East Water, nơi tưới thêm 51.000 mẫu Anh (21.000 ha)   phía bắc sông Stanislaus và Khu bảo tồn nước Trung tâm San Joaquin, nơi tưới cho 48.000 mẫu Anh (19.000 ha). Trong thế kỷ 21, vốn là đối tượng của hạn hán kéo dài, các cơ quan cấp nước liên bang và địa phương tiếp tục tìm kiếm một giải pháp cân bằng.
New Melones là một nơi gắn liền với cột mốc quan trọng trong lịch sử xây dựng đập của Mỹ. Trận chiến trên sông Stanislaus đã làm gia tăng đáng kể ảnh hưởng chính trị của phong trào bảo tồn dòng sông, và nhận thức của cộng đồng về tác động môi trường của các dự án đập lớn. Kể từ khi New Melones được hoàn thành vào năm 1978, "không có cấu trúc nào lớn hoặc quan trọng được xây dựng trên một con sông của Mỹ. Và kể từ đây, hầu như không có sự thay đổi cấu trúc nào đối với một con sông ở đất nước này." 

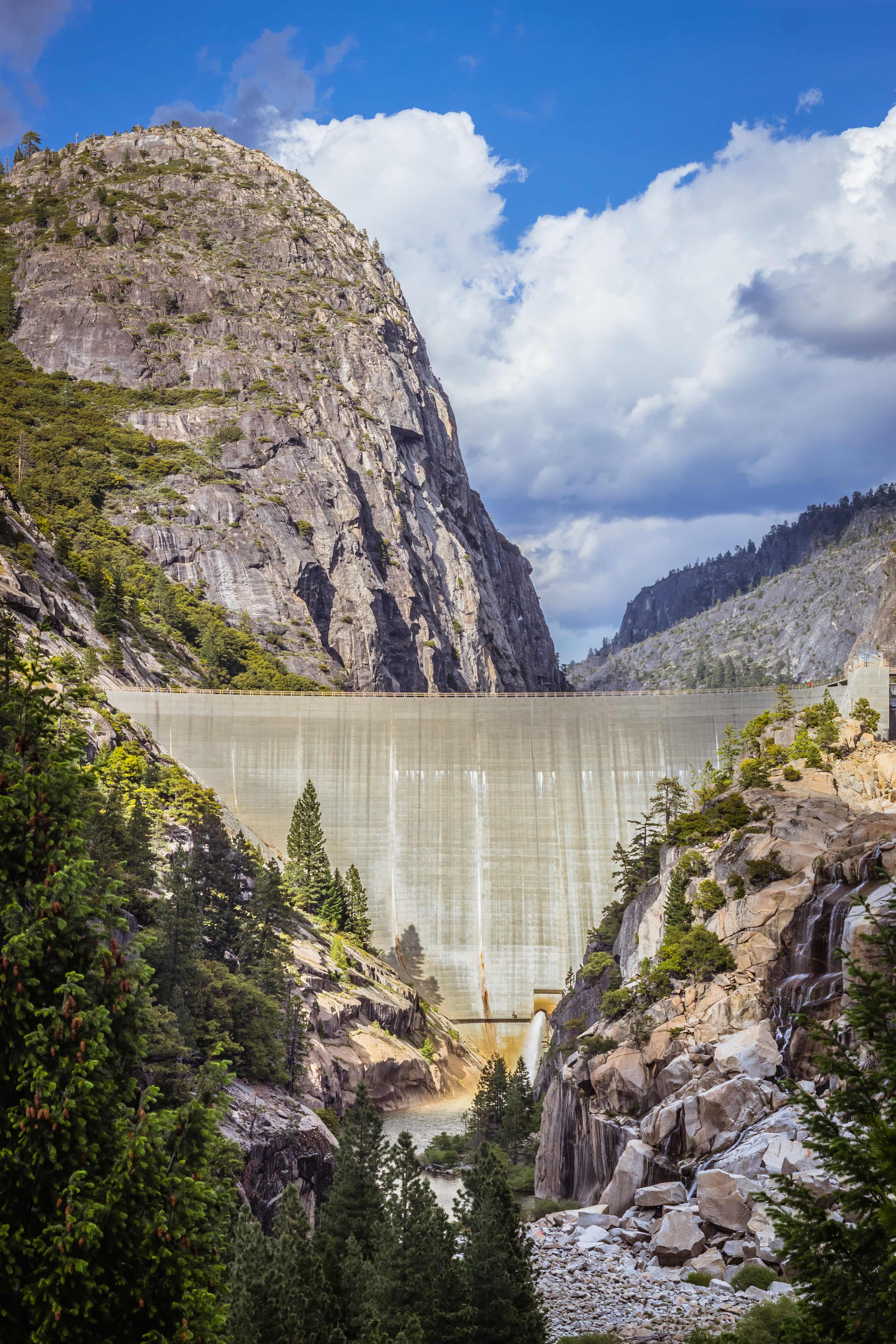
Đập Donnells

Sản xuất thủy điện thường được ưu tiên thứ hai sau nông nghiệp trong lịch sử phát triển nước sông Stanislaus; Những cơ sở điện đã được gắn vào các đập thủy lợi nhằm tận dụng độ dốc của sông từ Sierra Crest đến Thung lũng Trung tâm. Tuy nhiên, các dự án khác cũng đã được xây dựng hoàn toàn để tận dụng tiềm năng thủy điện lớn của con sông: trong một khoảng thời gian khoảng 60 dặm (97 km), sông Stanislaus hạ xuống gần 10.000 foot (3.000 m)   từ đầu nguồn của Middle Fork đến đáy thung lũng tại Knight's Ferry. Ngã ba Bắc và Nam của sông cũng đã trải qua những đợt giảm nhanh tương tự, mặc dù không mang nhiều nước như Ngã ba giữa. Các nhà máy thủy điện trên sông Stanislaus có tổng công suất hơn 780 megawatt và tạo ra 1,7 tỷ kilowatt giờ mỗi năm.
Ngoại trừ các dự án nhỏ ven sông như nhà máy thủy điện năm 1895 của Charles Tulloch, dự án thủy điện lớn đầu tiên trên sông Stanislaus là Nhà máy Spring Gap năm 1916 gần Strawberry, được xây dựng bởi Pacific Gas & Electric (PG&E) và vẫn đang hoạt động cho đến ngày nay. Nước chuyển hướng từ South Fork giảm hơn 1.800 foot (550 m)   xuống một sườn núi để đến một nhà máy điện bảy megawatt ở hợp lưu sông. Năm 1939 PG&E hoàn thành Nhà máy Stanislaus lớn hơn nhiều gần nơi hợp lưu của Ngã ba Trung và Bắc. Nước được chuyển hướng từ hợp lưu sông tại Đập Sand Bar, và 11,4 dặm (18,3 km)   đường hầm dài đã được khoan xuyên qua các ngọn núi để đưa đến nhà máy điện. Do nước được chuyển hướng quá xa về phía thượng nguồn, nó có độ cao hơn 1.000 foot (300 m)   đến Stanislaus Powerhouse; Dòng chảy của Middle Fork nặng hơn nhiều có nghĩa là có thể tạo ra nhiều năng lượng hơn - khoảng 91 megawatt khi hết công suất.
PG&E cũng xây dựng trạm điện 22 megawatt ban đầu tại Đập Melones cũ năm 1926, theo hợp đồng 40 năm với các Quận Thủy lợi Oakdale và Nam San Joaquin. Trong khi công ty điện lực được phép tiếp thị và kiếm doanh thu từ thủy điện được sản xuất, thì công ty phải trả tiền bản quyền vì đập này thuộc sở hữu của các huyện thủy lợi. Mô hình này giúp ích trong việc cấp vốn cho các dự án thủy lợi trên sông Stanislaus; doanh thu bán thủy điện góp phần rất lớn vào việc trả nợ trái phiếu phát hành cho công trình. Các huyện thủy lợi một lần nữa ký hợp đồng với PG&E khi họ xây dựng Dự án Trị đập với nhiều tham vọng. Hai trong số các hồ chứa Donnells và Beardsley đã được xây dựng ở độ cao lớn (4.900 foot (1.500 m)   và 3.400 foot (1.000 m), tương ứng), điều này cho thấy tiềm năng thủy điện rất lớn. Nhà máy điện Donnell 72 megawatt và nhà máy Beardsley 11 megawatt được xây dựng như một phần của Dự án Tri-Dam, ngoài nhà máy 18 megawatt tại đập Tulloch ở phía hạ lưu sông. Một lợi ích nữa là các đập Donnells và Beardsley điều tiết dòng nước chảy xuống Middle Fork, cho phép sản xuất điện ổn định hơn tại Stanislaus Powerhouse cũ hơn.

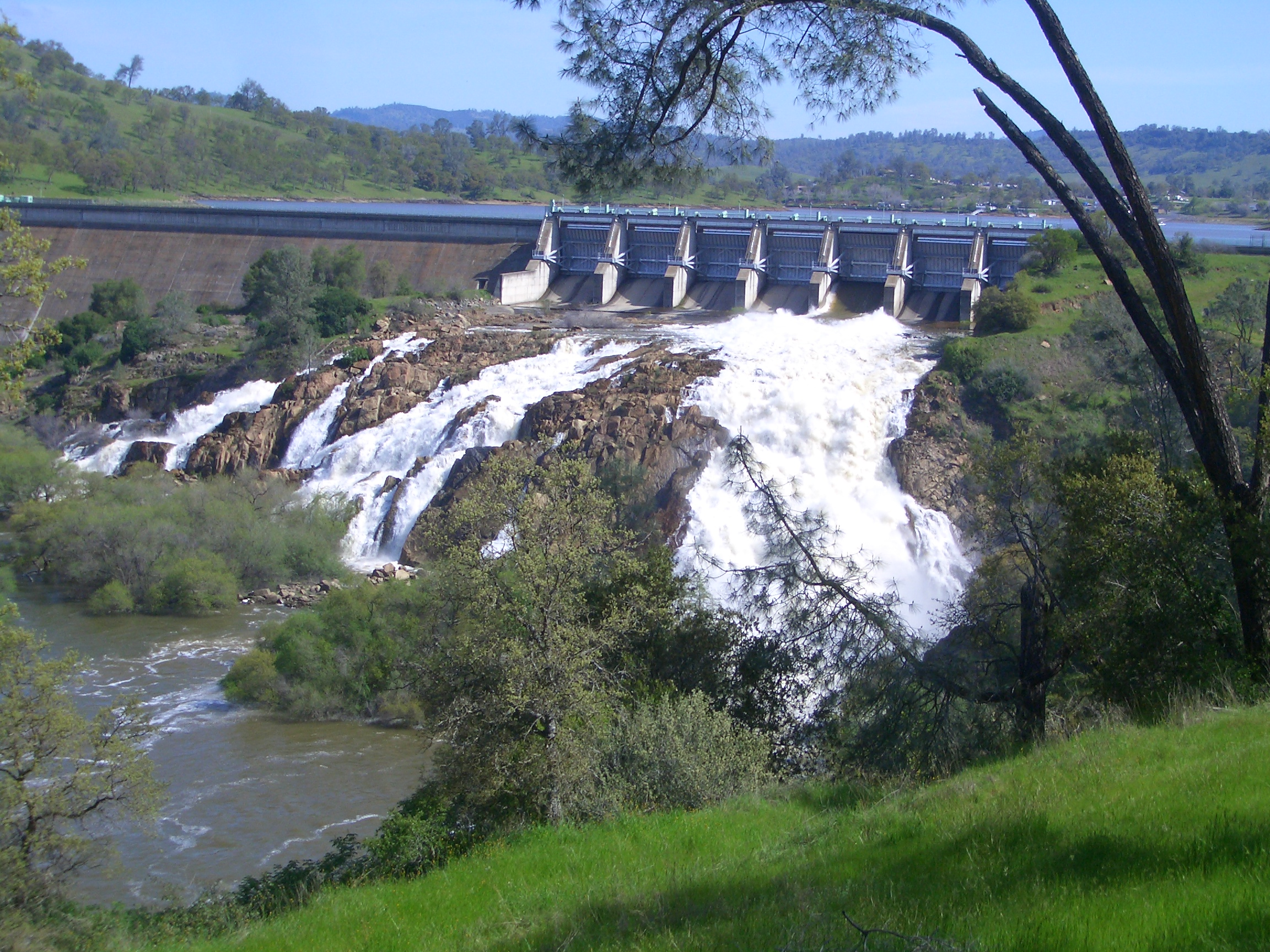
Đập Tulloch 18 megawatt là nhà máy thủy điện thấp nhất trên sông Stanislaus

Trong suốt mùa xuân khi tuyết tan, các dự án thủy điện trên cao này đã hoạt động hết công suất suốt ngày đêm; bất kỳ dòng chảy sông nào vượt quá công suất của nhà máy điện đều phải bị tràn (bỏ qua) và trở thành năng lượng lãng phí. Các huyện thủy lợi và PG&E phải phối hợp vận hành tại các hồ chứa và nhà máy điện để tối đa hóa việc tích nước và sản xuất điện. Vào cuối mùa hè và mùa thu, lưu lượng sông thấp hơn và các nhà máy điện thường chỉ hoạt động vài giờ một ngày trên cơ sở cao điểm. Nhà máy điện New Melones Dam 300 megawatt đã thay thế nhà máy điện Melones cũ vào năm 1978, cũng được vận hành theo lịch trình cao điểm. Kết quả là mực nước thường dao động dữ dội dọc theo các đoạn do đập của những con sông này kiểm soát. Đập Tulloch, nằm ngay bên dưới New Melones, có nhiệm vụ tái điều tiết dòng chảy của sông và đảm bảo mực nước nhất quán ở phần hạ lưu sông Stanislaus.
Dự án thủy điện lớn cuối cùng được xây dựng trên sông Stanislaus là dự án North Fork, với tên gọi chính thức là Dự án phát triển thủy điện sông Stanislaus North Fork. Nó được xây dựng bởi sự hợp tác giữa Quận Hạt Calaveras Water District và Cơ quan Điện lực Bắc California để cung cấp cả thủy điện và nước sinh hoạt. Mặc dù được đề xuất từ những năm 1950 nhưng đến cuối những năm 1980 dự án mới được xây dựng. Các tính năng chính bao gồm 189.000 mẫu foot Anh (0,233 km3)     Hồ chứa Spicer Meadow mới hoàn thành vào năm 1989, đập và đường hầm dẫn dòng McKays Point trên North Fork, và Collierville Powerhouse nằm gần Hathaway Pines và Stanislaus Powerhouse cũ hơn. Nước rơi từ độ cao 2.270 foot (690 m)   - nhiều hơn bất kỳ nhà máy điện nào khác trong hệ thống sông Stanislaus - nhà máy điện, nơi nó tạo ra tới 253 megawatt.
Năm 2004, giấy phép của PG&E trong dự án Tri-Dam đã hết hạn hợp đồng và hợp đồng mới với các huyện thủy lợi phải được thương thảo một lần nữa. Một trong những điều kiện là cần phải gia tăng dòng chảy trong các phần của sông Stanislaus bị khô cạn do chuyển hướng thủy điện. Các điều kiện tương tự đã được đặt ra trong quá trình tái cấp phép cho dự án Spring Gap-Stanislaus vào năm 1997. Dòng chảy tăng lên sẽ mang lại lợi ích cho hoạt động giải trí dọc theo các phần Sierra của Sông Stanislaus, bao gồm chèo thuyền nước trắng, câu cá cầu vồng và cá hồi nâu. Các huyện thủy lợi hiện cùng sở hữu các công trình thủy điện với tư cách là Cơ quan Quản lý Điện lực và bán điện cho PG&E theo hợp đồng.

## Sinh thái học

### Thực vật và động vật
Thượng lưu sông Stanislaus chủ yếu là rừng với các quần xã cây lá kim hỗn hợp (thông vỏ trắng, linh sam trắng, thông Jeffrey, tuyết tùng hương và Thông Lamberta) dọc theo các ngọn đồi và rặng núi. Rừng gỗ cứng (sồi đen California, sồi sống trong hẻm núi và sồi xanh) và thông xám phổ biến dọc theo các con suối và đáy hẻm núi, và ở chân núi các loại gỗ cứng khác như chamise, manzanita và gỗ gụ núi cũng có mặt. Các khu vực Riparian, bao gồm bạch đàn và liễu rất hiếm do không gian hạn chế dọc theo các lòng suối hẹp, nhiều đá. Các hồ nước dọc, hoặc ao theo mùa được tìm thấy ở một số khu vực bằng phẳng hơn và cũng hỗ trợ thảm thực vật ven sông. Mặc dù ngày nay hầu hết được tiếp quản bởi nông nghiệp, lưu vực thấp hơn từng là nơi sinh sống của các đồng cỏ, rừng sồi và chaparral, vẫn còn tồn tại ở một số khu vực đồi núi.  Lũ lụt hàng năm của sông lây lan hàng dặm so với địa hình xung quanh. Có những vùng đất ngập nước rộng lớn và các vùng ven sông dọc theo các tuyến đường thủy với những tán cây bông, cây sung và cây sồi thung lũng. Các khu vực ven sông đã bị suy giảm nhiều hơn do sự phát triển trong vùng ngập lũ và việc khai thác cát và sỏi trên diện rộng. Tuy nhiên, một số khu vực sinh sống ven sông vẫn còn tồn tại, chẳng hạn như xung quanh Công viên Tiểu bang Tưởng niệm Caswell.  

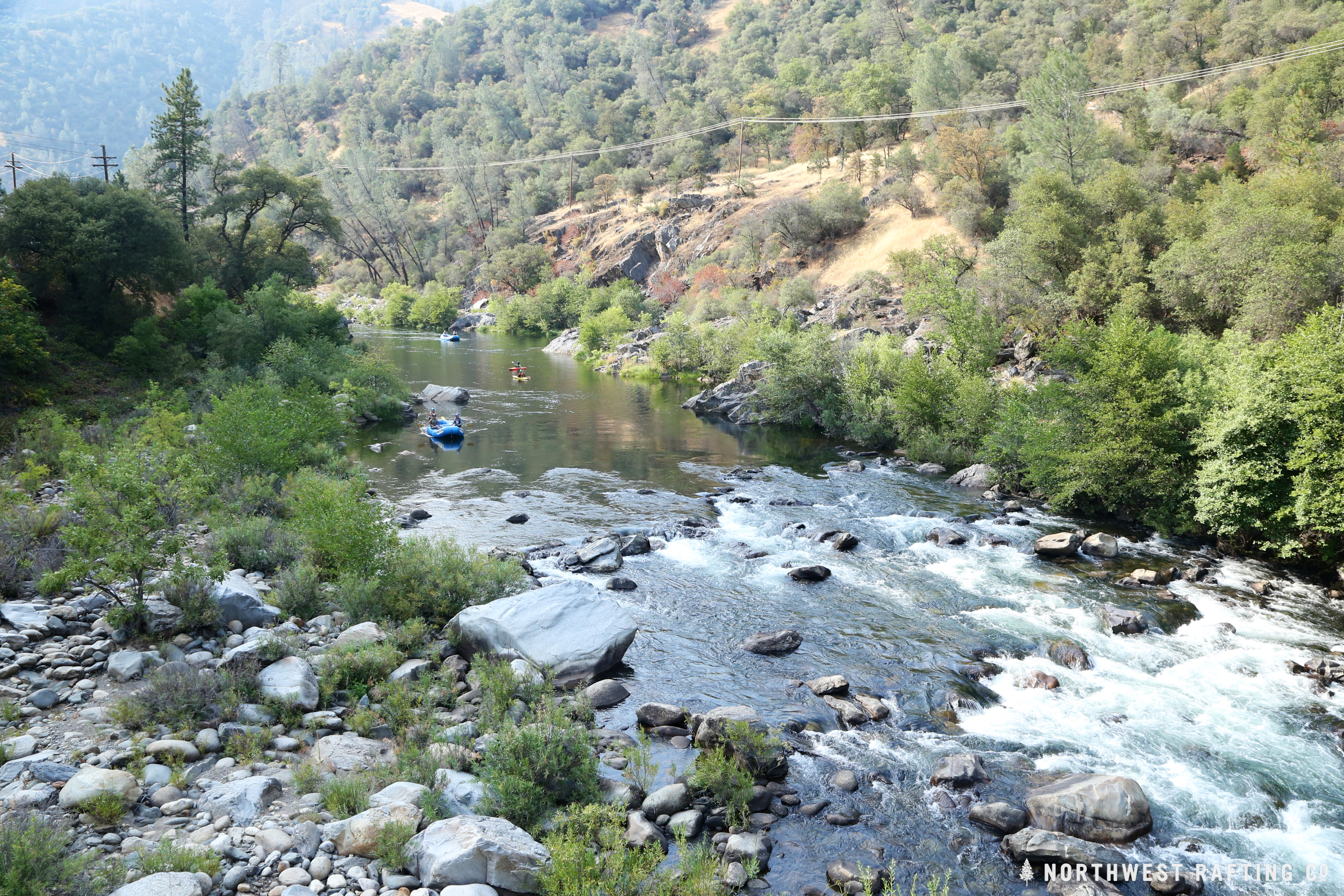
Hẻm núi sông Stanislaus tại Big Dog Rapid, gần đầu hồ New Melones

Cục Cá và Trò chơi California đã xác định được đến 35 loài lưỡng cư và bò sát, 57 loài động vật có vú, và hơn 200 loài chim  ở lưu vực sông Stanislaus. Các loài động vật có vú lớn như nai la, cừu bighorn và gấu đen rất phổ biến trong Rừng quốc gia Stanislaus, bao gồm các độ cao cao của đầu nguồn. Sông Stanislaus là môi trường sống của những người động vật có lông dưới nước bao gồm hải ly, rái cá sông và chồn, những loài này đã bị đánh bẫy thường xuyên để lấy lông trong thế kỷ 19. Ít nhất 36 loài cá được biết là tồn tại ở hạ lưu sông Stanislaus, bao gồm cả các loài bản địa như cá hồi, cá hồi / cá hồi vân, cá chuông Thái Bình Dương, cá nhám và Sacramento pikeminnow cũng như các loài du nhập như cá chép, cá thái dương và cá vược.

### Cá hồi và đầu thép
Sông Stanislaus đã cung cấp môi trường sống cho các loài cá di cư bản địa, đặc biệt là cá hồi Chinook (vua) và cá hồi vân, chúng dành cả cuộc đời để trưởng thành ở đại dương nhưng lại phải quay trở về vùng nước ngọt để sinh sản. Ở trạng thái tự nhiên, sông Stanislaus có đợt sinh sản lớn vào cuối mùa xuân (tháng 4 - tháng 6) và các đợt sinh sản nhỏ hơn vào mùa thu và mùa đông. Việc xây dựng Đập Goodwin vào năm 1913 đã ngăn chặn sự di cư đến khoảng một nửa môi trường sinh sản sẵn có ở lưu vực sông Stanislaus, và sau đó quần thể này đã bị suy giảm, đặc biệt là kể từ khi xây dựng các dự án Melones và Tri-Dam làm thay đổi mô hình dòng chảy ở sông Stanislaus. Từ năm 1952 đến năm 2015, dân số chinook mùa thu đã dao động từ mức cao nhất là 35.000 người vào năm 1953 xuống còn không vào năm 1977. Số lượng chinook mùa thu trung bình trong thế kỷ 21 là 3.558 con.
Chuyển hướng nước trong lịch sử được coi là yếu tố chính làm giảm quần thể cá hồi và cá hồi vân. Trước khi xây dựng Đập New Melones, sông thường bị cạn kiệt vào đầu mùa hè, đặc biệt là những năm hạn hán do nông dân lấy hết nước. Điều này đã ngăn cản những con cá đuối chạy vào mùa xuân tìm đường xuống biển. Phần nước ít ỏi còn lại thường quá ấm để cá có thể sống sót. Năm 1992, các nhà điều hành đập liên bang bắt đầu xả một lượng lớn nước hoặc "dòng chảy xung" vào sông Stanislaus trong suốt mùa sinh sản quan trọng của mùa xuân và mùa thu với hy vọng tái tạo các điều kiện tự nhiên của bão tuyết và bão mùa thu, để giúp cá sinh sản. Từ năm 2000 đến năm 2009, khoảng 55   phần trăm dòng chảy không bị gián đoạn của sông Stanislaus được giải phóng từ đập Goodwin vào hạ lưu sông, nhiều hơn nhiều so với mức trung bình lịch sử là 39   phần trăm. Con số này cũng nhiều hơn đáng kể so với các dòng chảy đổ vào các sông Tuolumne và Merced gần đó, cũng là những nơi sinh sống lịch sử của cá hồi và đầu thép. Vào mùa thu năm 2015, dòng chảy cao hơn trên sông Stanislaus đã dẫn đến hơn 11.000 cá chinook quay trở lại sông, so với ít hơn 1.000 cá ở Tuolumne và Merced.
Bởi vì dòng chảy thủy sản cạnh tranh với nhu cầu tưới tiêu về nước, chương trình không được nông dân địa phương và các huyện nước ủng hộ, cũng như việc giải trí phụ thuộc vào các hồ chứa Stanislaus. Ngoài ra, bất chấp các dòng chảy xung, cá hồi và cá hồi vân vẫn tiếp tục suy giảm từ cuối thế kỷ 20 đến thế kỷ 21 (thỉnh thoảng xuất hiện lại trong những năm lũ lụt). Chinook chạy vào mùa xuân kể từ đó đã bị tuyệt chủng tại lưu vực sông Stanislaus, trong khi các loài chạy bằng thép vào mùa xuân và mùa thu được coi là bị đe dọa.  Một trong những yếu tố lớn nhất là nhiệt độ phải thấp hơn 55 °F (13 °C)     để có điều kiện sinh sản tối ưu. Trong những năm hạn hán, việc giải phóng quá nhiều nước cho cá hồi vào mùa xuân khiến nước quá lạnh cho cá hồi và cá đầu thép vào mùa thu.  Các ảnh hưởng khác như giảm môi trường sống ven sông, khai thác sỏi và các loài cá săn mồi du nhập cũng đã ảnh hưởng nặng nề đến quần thể cá bản địa.

#### Tranh luận về dòng chảy sông
Ngày 8 tháng 4 năm 2015, sau bốn năm hạn hán nghiêm trọng, Cục Khai hoang bắt đầu xả nước từ New Melones cho cá, phớt lờ sự phản đối của nông dân. Các nhà quản lý huyện thủy lợi đã ra lệnh đóng các cửa ở Đập Tulloch để ngăn nước chảy xuống hạ lưu. Sau một thời gian ngắn kéo dài vài giờ, Cục Khai hoang đã ngừng dòng chảy. Các quận đã phản đối vì việc xả nước vào mùa xuân sẽ cắt giảm đáng kể nguồn cung cấp của họ, vì các quy định của tiểu bang yêu cầu giữ lại một lượng nước nhất định ở New Melones để thả cá vào mùa thu. Do hạn hán, hồ New Melones ở mức thấp và không đủ nước để đáp ứng nhu cầu của nông dân ngoài vụ thả vào mùa xuân và mùa thu. Cuối cùng, thỏa hiệp tạm thời đã đạt được, cho phép rút hồ xuống mức thấp hơn mức giới hạn môi trường thường cho phép. Điều này đã đáp ứng nhu cầu của các huyện trong năm nhưng cũng dẫn đến nhiệt độ nước cao hơn.

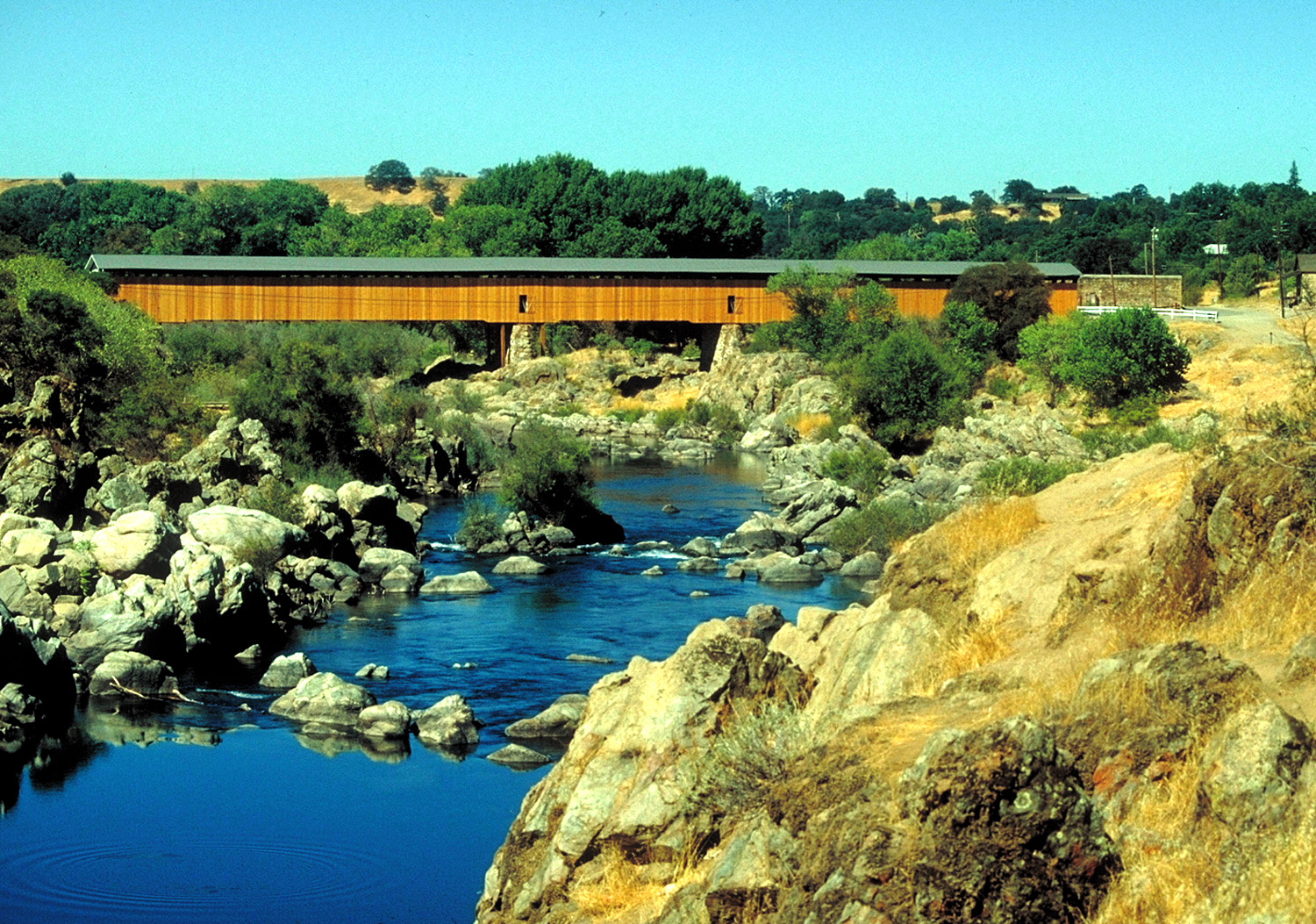
Nước thấp trên sông Stanislaus tại Cầu có mái che Knights Ferry

Ảnh hưởng của dòng chảy cao hơn đối với cá đồng loại rất khó định lượng, một phần do vô số các yếu tố khác như ô nhiễm và các động vật ăn thịt không phải bản địa. Một ý tưởng sinh học năm 2009 từ Cục Nghề cá Biển Quốc gia cho rằng cần phải có dòng chảy cao hơn nữa để các quần thể cá thực sự được hưởng lợi. Vào năm 2017, nhóm tư vấn môi trường độc lập FISHBIO đã đưa ra nghiên cứu cho thấy số lượng cá di cư có thể không liên quan nhiều đến các luồng xung nhân tạo như người ta vẫn nghĩ trước đây. Dữ liệu từ giai đoạn 2005–2016 cho thấy rằng sự di cư của cá phản ứng theo cùng một cách đối với dòng chảy của sông 700 foot khối trên giây (20 m3/s)     như họ đã làm với lưu lượng yêu cầu từ 1.200 đến 1.500 foot khối trên giây (34 đến 42 m3/s). HNgoài ra, nghiên cứu phát hiện rằng hầu hết các cuộc di cư xảy ra trong các trận mưa tự nhiên dọc theo hạ lưu sông, chứ không phải là dòng xung nhân tạo từ các đập ở thượng nguồn.
Bộ Tài nguyên Nước California đã tiếp tục thúc đẩy dòng chảy cao hơn ở các sông Stanislaus, Tuolumne, Merced và San Joaquin với trọng tâm cụ thể là lượng nước được giải phóng trong thời gian chảy vào mùa xuân. Mặc dù suốt cả năm, hơn một nửa dòng chảy của sông Stanislaus được phép chảy xuống sông mà không bị gián đoạn, tỷ lệ này thấp hơn nhiều – 20   phần trăm hoặc ít hơn – trong mùa xuân tuyết tan khi phần lớn nước được giữ lại trong các hồ chứa để sử dụng sau này. Nhà nước đã khuyến nghị rằng 40   phần trăm dòng chảy mùa xuân được phép chảy xuống sông; một số nhóm môi trường đã thúc đẩy đến 60   phần trăm. Số tiền này lớn hơn những gì đã được yêu cầu, thậm chí còn ít hơn để hỗ trợ nền kinh tế nông nghiệp địa phương. Quận Thủy lợi Nam San Joaquin - theo đề xuất, có thể mất tới 2/3 nguồn cung cấp nước bề mặt trong những năm khô hạn - đã thúc đẩy tất cả các yếu tố và giải pháp tiềm năng phải được xem xét, bao gồm "thời điểm tốt để xả nước, phục hồi môi trường sống, quản lý trại giống, giải quyết các loài săn mồi, nhiệt độ nước, lượng nước tiết ra hạn chế hơn và các vũng nước mát phía sau các hồ chứa ".
Chương trình môi trường cũng đã vấp phải sự phản đối từ các đại diện liên bang, bao gồm dự luật do Tom McClintock (R-Calif.) Đưa ra Quốc hội vào năm 2015, cho phép bảo tồn trữ lượng hồ chứa trong thời gian hạn hán, thay vì giải phóng nó vì mục đích môi trường. Do dòng chảy hạn chế của sông Stanislaus, rõ ràng là không phải tất cả các nhu cầu trên sông đều có thể được đáp ứng đầy đủ, buộc các nhà quản lý nước liên bang, tiểu bang và địa phương phải thỏa hiệp. Một chương trình tạm thời bắt đầu vào năm 2016 cho phép các quận thủy lợi ở Stanislaus bán một số nước sông cho Cơ quan cấp nước San Luis & Delta-Mendota, đại diện cho các nhà thầu liên bang ở phía nam Thung lũng San Joaquin, với giá ưu đãi. Vì nước phải chảy xuống các sông Stanislaus và San Joaquin đến Đồng bằng trước khi được bơm về phía nam, nên nó có thể được sử dụng nhằm đáp ứng các yêu cầu về dòng chảy của nghề cá Stanislaus, về cơ bản là thực hiện nhiệm vụ kép. Năm 2016, kế hoạch này có thể bảo tồn 75.000 mẫu foot Anh (93.000.000 m3)     nước.

## Giải trí

### Nước sủi bọt Suối nước trắng

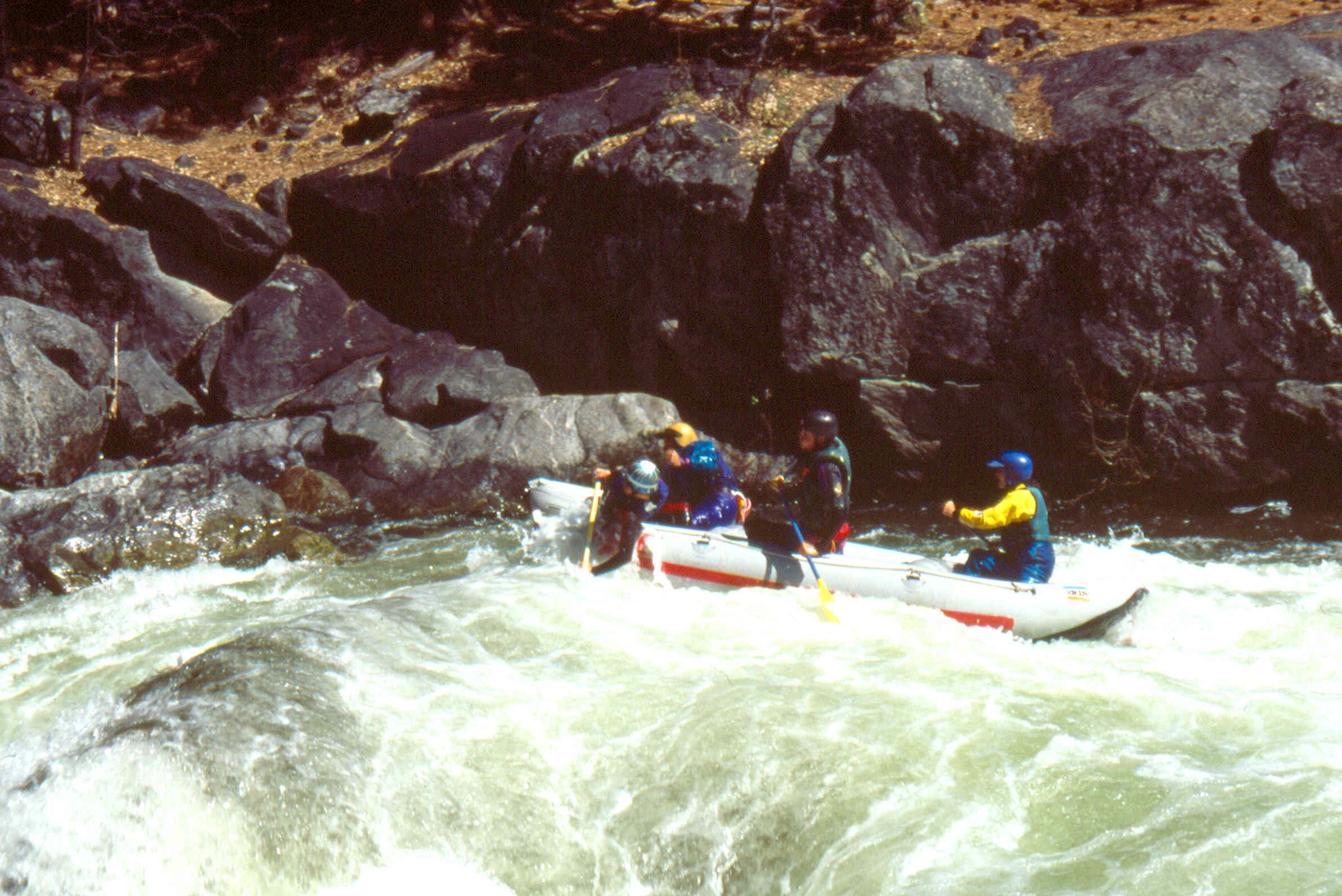
Đi bè trên ngã ba sông phía bắc

Sông Stanislaus là sông nước trắng phổ biến đầu tiên của California; trong những năm 1970, nhiều tàu thương mại hoạt động trên sông giữa Camp Nine và Cầu Phà Parrott.  Hình ảnh và tài liệu về việc đi bè trong thời gian này có thể được tìm thấy tại Stanislaus River Archive. Mặc dù khu vực này bị ngập bởi hồ New Melones vào năm 1983 nhưng việc đi bè và chèo thuyền kayak vẫn phổ biến trên các đoạn của Middle Fork và North Fork, cũng như dòng nước chính bên dưới Đập Goodwin. Ngoài ra, đường chạy Camp Nine xuất hiện trở lại khi hồ New Melones ở mực nước thấp, điều này cho phép những người chèo thuyền có thể băng qua khu vực này, mặc dù sự bồi lắng dưới lòng sông do tích nước của hồ chứa khiến việc tiếp cận khó khăn. Kể từ năm 2016, Cục Khai hoang đang xem xét việc cho phép các lĩnh vực thương mại hoạt động trên Camp Nine một lần nữa, "bất cứ khi nào sông chảy và mực nước trong Hồ chứa Melones cho phép".
North Fork là con sông thương mại có độ cao cao nhất ở California, nó cũng được coi là một trong những con sông khó đi nhất trong tiểu bang với mười ba ghềnh thác từ Cấp IV trở lên. Các luồng nước tốt nhất thường được giới hạn trong khoảng sáu tuần vào tháng 4 và tháng 5. Vào mùa hè, các dòng chảy được điều tiết bởi Hồ chứa New Spicer Meadow, hồ thường xả nước vào ban đêm để tạo ra thủy năng. Sở Lâm nghiệp khuyến khích nên tham gia một chuyến đi có hướng dẫn viên "do tính chất kỹ thuật và khắt khe của sông" mặc dù các chuyến đi riêng cũng được cho phép. Mặc dù đường đi từ Goodwin đến Knight's Ferry có độ dốc nhẹ hơn ở North Fork, nhưng nơi đây cũng có các ghềnh Cấp IV-V. Bên dưới Knights Ferry, sông Stanislaus trở nên rộng lớn và mượt mà hơn với những ghềnh thác Cấp I-II nằm giữa nơi đó và Công viên Orange Blossom; xa hơn về phía hạ lưu, nhiều phần của con sông thích hợp cho các hoạt động bơi lội và chèo thuyền trên mặt nước phẳng.
Middle Fork là nơi có dòng chảy lớn nhất, nhưng nơi đây phải chịu nhiều chuyển hướng thủy năng thường làm mất nước dưới lòng sông vào mùa hè. The Sand Bar và Mt. Knight có tổng số 14 dặm (23 km),  được đánh giá "khó" ở Cấp IV – V + phụ thuộc vào lượng nước thải từ Đập Sand Bar, chỉ xảy ra khi dòng chảy của sông vượt quá khả năng của Nhà máy Stanislaus. Mùa trung bình của đợt chảy này kéo dài khoảng 3 tuần, thường là vào đầu tháng Sáu. Cách 8 dặm giữa đập Donnells và Hồ chứa Beardsley được gọi là "Hell's Half Arce", chảy qua một hẻm núi đá granit hẹp với độ cao 183 feet / dặm (35 m / km), bao gồm nhiều giọt cấp V + (không thể chảy được); phạm vi tiếp cận này chỉ hoạt động khi nước được xả từ Đập Donnells. Do sự phổ biến ngày càng tăng của chèo thuyền nước trắng, PG&E đã xem xét thực hiện việc xả đập cao hơn trong mùa hè.

### Công viên và lối vào công cộng

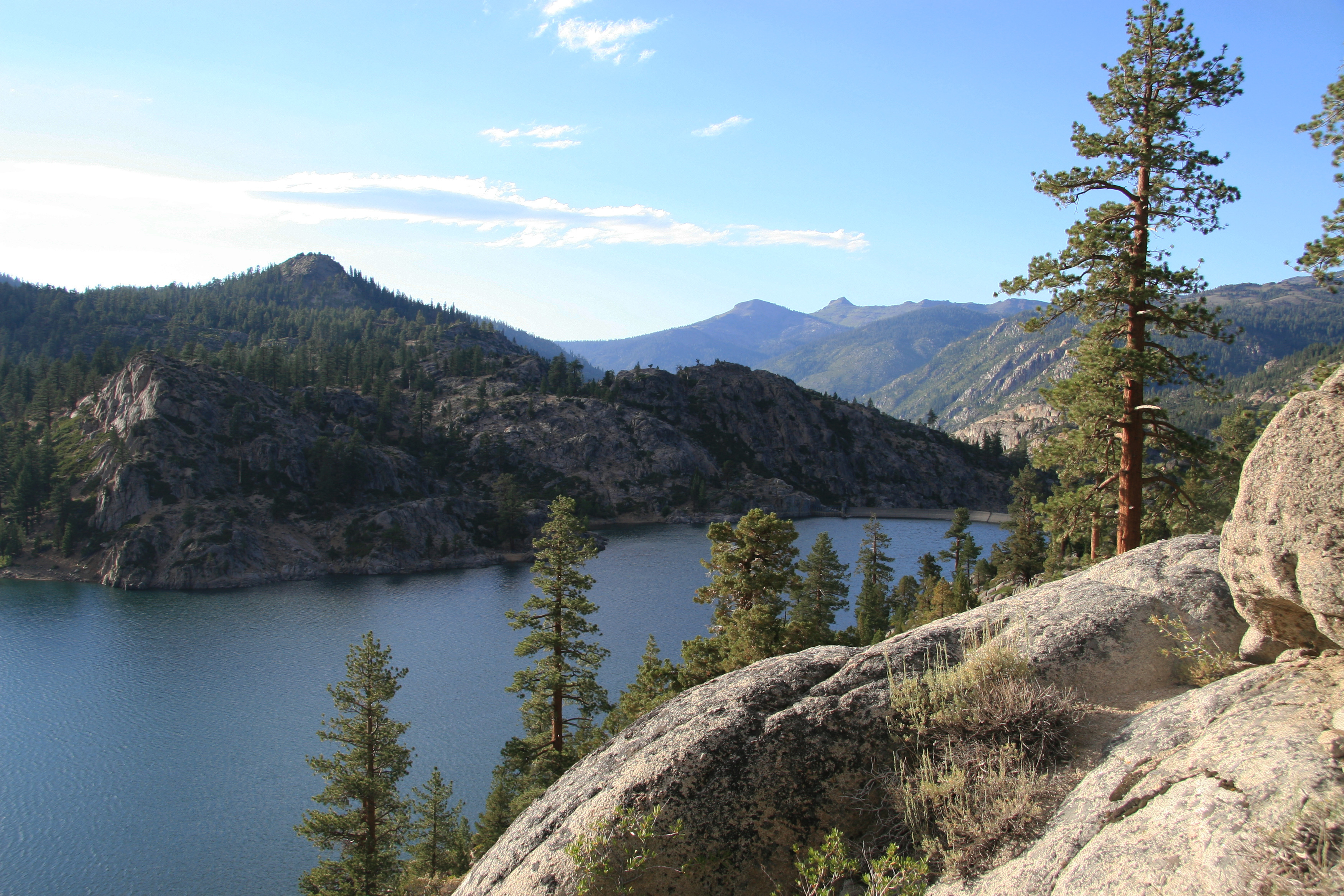
Hồ chứa nước cứu trợ nằm ở đầu nguồn của ngã ba sông Stanislaus trong khu vực hoang dã di cư.

Cách khoảng 520 dặm vuông Anh (1.300 km2)  trên thượng lưu lưu vực sông Stanislaus nằm trong Rừng Quốc gia Stanislaus, là nơi cung cấp nhiều hoạt động giải trí ngoài trời bao gồm câu cá, cắm trại, du lịch bụi, cưỡi ngựa, đi xe đạp leo núi và trượt tuyết. Quốc lộ 108 dọc theo South/ Middle Forks và Quốc lộ 4 dọc theo North Fork, là một Con đường Thắng cảnh Quốc gia được chỉ định, có lối vào rừng từ cả hai phía của Sierra Nevada.  Một phần của Đường mòn Pacific Crest, băng qua Đèo Sonora, và cũng chạy qua lưu vực sông Stanislaus. Thượng lưu sông Stanislaus bao gồm các phần của hai khu vực hoang dã rộng lớn. Khu vực hoang dã Carson-Iceberg với 161.000 mẫu Anh (65.000 ha) nằm dọc theo North Fork và Clark Fork (tên gọi "Iceberg" xuất phát từ sự hình thành đá granit đặc biệt dọc theo Clark Fork). Khu vực hoang dã di cư gồm 113.000 mẫu Anh (46.000 ha) bao quanh thượng lưu Middle Fork và giáp với Vườn Quốc gia Yosemite một đoạn ngắn về phía nam.
Chèo thuyền, trượt nước và cắm trại cũng phổ biến trên nhiều hồ chứa dọc theo sông Stanislaus. Lớn nhất là hồ New Melones với 12.500 mẫu Anh (5.100 ha), có lượng du khách tham quan đến 800.000 người mỗi năm  và có bến du thuyền với đủ các loại dịch vụ cho thuê thuyền và các vật tư khác. Hồ chứa New Spicer Meadow  (hồ lớn nhất trong số các hồ Sierra cao của Stanislaus) với  2.000 mẫu Anh (810 ha) và Hồ chứa Beardsley đều bao gồm các cơ sở cắm trại và dốc thuyền do Sở Lâm nghiệp quản lý. Hồ Donnell cũng mở cửa cho công chúng tham quan, nhưng do đường đi lại khó khăn và địa hình hiểm trở nên nó trở nên ít đông đúc hơn nhiều.
Dọc theo hạ lưu sông Stanislaus, phần lớn các đất đai thuộc quyền sở hữu tư nhân. Tuy nhiên, có mười sáu điểm truy cập công cộng trong 60 dặm (97 km) trải dài giữa đập New Melones và sông San Joaquin. Khu Giải trí Phà Knights bao gồm vùng được ghi vào lịch sử- Cầu có mái che Phà Knights, đây là công trình kiến trúc dài nhất  ở miền Tây Hoa Kỳ. Các công viên khác dọc theo vùng thấp hơn của sông Stanislaus bao gồm Công viên Horseshoe, Orange Blossom, và Jacob Meyers và các Khu giải trí Oakdale và McHenry, bao gồm những con đường mòn ven sông, khu cắm trại và lối vào để chèo thuyền và câu cá. Công viên tại Tiểu bang Caswell Memorial bao gồm 258 mẫu Anh (104 ha) dọc theo hạ lưu sông Stanislaus và nơi đây còn là nơi có một trong những rừng sồi bản địa cuối cùng ở Thung lũng Trung tâm.